# Talaván
Talaván es una localidad y un municipio de la provincia de Cáceres, comunidad autónoma de Extremadura, España. Adscrito al partido judicial de Cáceres y enclavado en la comarca de Cáceres, forma parte de los Cuatro Lugares junto a los vecinos municipios de Hinojal, Santiago del Campo y Monroy. Desde 2005, Talaván es sede de la Mancomunidad Intermunicipal de Servicios de los Cuatro Lugares. A su vez, Talaván y los otros tres municipios se integraron ese mismo año en la Mancomunidad Tajo-Salor.
La localidad tiene una población de 769 habitantes (INE 2024) y la economía ha sido tradicionalmente agraria. En los últimos años han crecido la construcción y los servicios, en parte debido a que en Talaván se encuentran equipamientos como un colegio, una residencia de mayores o el centro de salud de zona, así como por el desarrollo de iniciativas por parte de las mancomunidades en las que se integra la localidad. Además, la cercanía a la Autovía Ruta de la Plata A-66, favorece la comunicación con la capital, Cáceres, de la que dista 33 km. Cuenta con espacios naturales como el embalse de Talaván, un enclave destacado del entorno del parque nacional de Monfragüe.
En el término municipal hay evidencias de presencia humana del Paleolítico Inferior y del Neolítico, si bien los primeros asentamientos localizados se corresponden con poblados prerromanos de la Edad del Hierro, con evidencias de una posterior romanización de la zona, como es el caso de la denominada estela de Talaván. El poblamiento de la localidad se mantuvo en tiempos altomedievales, para luego entrar en la órbita de las Órdenes Militares, que repoblaron el territorio. Tras un breve periodo de pertenencia regia, pasa a convertirse en villa de señorío, primero en 1309 dentro del Señorío de Monroy, y con carácter independiente desde 1458, quedando en manos de casas como las de los Benavente o los Osuna. Entre los aspectos destacables a lo largo de su historia, cabe citar la existencia de las llamadas barcas de Talaván, que servían para cruzar el río Tajo en la ruta de la Vereda Real de Castilla.

## Toponimia
El topónimo de Talaván ha sido reflejado como Talabán en diversos documentos antiguos.
En España, el topónimo Talaván está presente en la comunidad autónoma de Extremadura, en ambas provincias de la región. En la provincia de Cáceres, además de la localidad, existe un Camino de Talaván en el entorno de Mohedas de Granadilla y un paraje conocido como Las Talabanas en el municipio de Guijo de Granadilla, ambos en el norte de la provincia cacereña. Por su parte, en la provincia de Badajoz, cerca de la aldea de Bótoa, en el término municipal de Badajoz, existe un denominado Alto de Talabán, así como un cortijo del mismo nombre. Dichos casos pueden deberse a emigrados de la localidad que tratamos, viendo incluso que ha subsistido la grafía antigua del topónimo en alguno de los casos.
No existe un estudio preciso para el topónimo Talaván, al menos en el caso que nos ocupa. Se han realizado estudios generalistas sobre la toponimia de la región de Extremadura, que es la que corresponde con el entorno inmediato del municipio, así como trabajos sobre otro topónimo coincidente en el Reino Unido.
Para el primer caso, un estudio de González Salgado sobre toponimia mayor extremeña propone el topónimo Talaván como prerromano, mediante la raíz céltica TALOS, cuyo significado es frente o llanura, presente en otros topónimos extremeños como Talayuela, Talavera la Real, Talarrubias, Talaveruela de la Vera.
En segundo término, se puede tener en cuenta un estudio realizado sobre un topónimo presente en el Reino Unido, concretamente en Vale of Glamorgan, condado de Glamorgan, Gales del Sur. En dicho lugar, el topónimo Talaván se halla también representado en la forma Tal y Fan. La evolución del término en Glamorgan es el motivo por el que los autores como González & Le Corney han dividido el topónimo en dos partes:
- El primer término se halla la raíz prerromana <<Tal- / Tala->>: se encuentra muy extendida por toda el área indoeuropea de la península ibérica, principalmente en la Beira Baixa (Portugal) y en España, en las provincias de Cáceres y Salamanca. La raíz indoeuropea <<Dhol-/Dal->> con el significado de <<valle>> es la que mejor se adapta a la orografía donde está asentada la villa de Talaván, en el valle del Tajo, y coincide plenamente con el topónimo <<Talavan>> presente también en el Valle de Glamorgan, en el sur de País de Gales. Esta teoría se ve corroborada ya que, el vocablo <<tal>> con significado de <<valle>> no ha sufrido cambios en el idioma alto alemán (lenguas indoeuropeas; lenguas germánicas) en toda su existencia. En el caso español se encuentra presente en topónimos como Valdefuentes, que significa <<valle de las fuentes>>.
- El segundo estaría presente una evolución de la conocida raíz indoeuropea <<wan>> que significa <<deseo>>, como en el desaparecido y cercano poblado prerromano de Prescribán (junto a Santiago del Campo).

El topónimo Talaván, según estos autores significaría valle deseable, habitable…
Por otra parte, debido a la tradición ancestral de acompañar al nombre de la persona el lugar de procedencia, se originó el apellido Talaván. Por ejemplo: Diego de Talaván (espadero del segundo viaje colombino, 1493).
Topónimos derivados
- Surgido de algún aventurero procedente de la villa de Talaván, Cáceres.- Pueblo y río de Talaban (Negreros Occidental, Región 6, Islas Filipinas, Asia).
- Nueva denominación.- New Talaván, (Carriere, Misisipi, Estados Unidos de América).
- Antigua denominación.- Talavan (actualmente Santo Domingo Pueblo, Nuevo México, Estados Unidos de América). Talava antiguo reino sobre el que se fundó en 1214 la ciudad de Valmiera, Letonia.
- Procedente de lenguas indoiranias (lenguas indoeuropeas).- Talaban, (Salah ad Din, Irak, Asia).
- Procedente de lenguas celtas (lenguas indoeuropeas).- Stalaban (Newtown-Stalaban, Drogheda, Irlanda).
- Con prefijo Mon- (monte).- Montalván/Montalbán (Córdoba, Andalucía; Teruel, Aragón; Toledo, Castilla-La Mancha y en Portugal cercanos a la provincia de Cáceres: Montalvâo y Montalvo. Montauban (en occitano Montalban) es una ciudad del suroeste de Francia. Se trata de la capital y prefectura del departamento de Tarn-et-Garonne en la región de Midi-Pyrénées.

## Gentilicio
Los gentilicio de Talaván es talavaniega o talavaniego.

## Símbolos
Escudo
En un documento de 1786, escrito por el cura rector don Francisco Rodríguez Aguilar para la realización de un diccionario geográfico de España, se cita:

Tiene este pueblo por escudo de armas un león, una corona, unas conchas y una vanda

Sin embargo, en 1992 el Ayuntamiento de Talaván encarga una Memoria Histórico- Heráldica sobre la adopción del escudo y la bandera de la villa, presentada el 23 de octubre de 1992 por María del Pilar Muñoz Burcio, Diplomada en Heráldica, genealogía y nobiliaria por el CSIC. Entre otras investigaciones, se determinó que el municipio de Talaván no poseía escudo. Incluso se comprobó que en 1875 se utilizaba uno con las Armas Reales, por lo que tampoco se usaba el que se citaba en 1786, seguramente derivado de la pertenencia al señorío temporal de la villa al conde-duque de Benavente.
El Pleno del Ayuntamiento talavaniego aprobó el Escudo de Talaván en las sesiones de 29 de octubre de 1992, 29 de abril, 16 de julio y 17 de noviembre de 1993. La resolución del Consejo Asesor de Honores y Distinciones de la Junta de Extremadura tuvo lugar el 17 de mayo de 1994. Por último, la Consejería de Presidencia y Trabajo de la Junta de Extremadura, dispuso la ORDEN de 24 de junio de 1994, por la que se aprueba el escudo heráldico y la bandera municipal, para el Ayuntamiento de Talaván. La aprobación fue publicada en el número 78 del Diario Oficial de Extremadura de 7 de julio de 1994.
El Escudo de Talaván queda descrito de la siguiente forma:

Escudo de plata. Banda ondada de azur y plata, resaltada de una barca de oro fileteada de sable con un barquero. Acompañada en jefe de una cruz potenzada de gules y en punta de una cruz flordelisada de sinople. Al timbre Corona Real cerrada.

Entre otras consideraciones, para la confección del escudo se tuvo en cuenta no adoptar las armas de los señoríos que dominaron la villa y la sometieron a su vasallaje, quedando fuera de lugar las referencias a la casa de Benavente. Para completar el escudo se tomaron en consideración datos históricos de Talaván. Alguno de ellos fue la pertenencia de las tierras talavaniegas a la Orden del Temple, la cual había ayudado al rey Fernando II de León a conquistar Alconétar en 1167, siendo recompensados los templarios con ésta plaza y sus territorios, haciendo a la villa y fortaleza de Alconétar cabeza de encomienda. La zona pasó a manos de la Orden de Alcántara cuando fue disuelta la orden templaria en 1312. Con estos datos, se incluyeron en el escudo de Talaván las cruces de las órdenes militares del Temple (cruz potenzada de gules) y de Alcántara (cruz florelisada de sinople).
Sin duda, el elemento más destacado a tener en cuenta fue la existencia de las barcas de Talaván para cruzar el río Tajo. Dichas embarcaciones pertenecían al Obispado de Plasencia y permitían, previo pago, cruzar el río ante la inexistencia de puentes. Los habitantes de Talaván estaban exentos del pago. Las barcas fueron elementos destacados de la actividad económica de la villa y de esta manera ha quedado reflejado en el escudo de la localidad, como recuerdo y diferenciación del municipio.
Bandera
Junto a la propuesta de creación del Escudo Heráldico, se estableció la confección de la bandera municipal. El proceso se hizo conjuntamente con la creación del escudo de Talaván, difiriendo en que la bandera fue aprobada en el Pleno municipal de 17 de noviembre de 1993. La aprobación por el Diario Oficial de Extremadura de 7 de julio de 1994 junto con el Escudo, estableció en el artículo segundo de la ORDEN de 24 de junio de 1994, que la Bandera de Talaván se adecuaba al siguiente diseño:

Bandera rectangular de proporción 2/3. De color blanco, con una banda ondada, de color azul y blanco, del ángulo superior del asta al ángulo inferior del batiente, resaltada de una barca de color amarillo, con un barquero. Cruz potenzada de color rojo, en el cantón alto del batiente. Cruz flordelisada de color verde, en el cantón bajo del asta

Se tomaron los motivos del escudo heráldico para crear la bandera, sustituyendo los esmaltes del escudo para adecuarlos al uso de la enseña municipal. Así el Plata es el blanco, el Oro el amarillo, el Azur es azul, el Sinople es el verde y el Gules pasa a rojo.

## Geografía física

### Localización
La localidad de Talaván se encuentra ubicada en la zona centro de la provincia de Cáceres, en la comunidad autónoma de Extremadura (España) La distancia a la ciudad de Cáceres, capital de la provincia homónima, es de 33 km. Dentro de la comarca de Cáceres, forma una tradicional demarcación junto a los vecinos municipios de Hinojal, Monroy y Santiago del Campo, que conforman los conocidos como Cuatro Lugares. Esta agrupación de localidades ha creado la Mancomunidad Intermunicipal de Servicios de Los Cuatro Lugares. A su vez, los cuatro municipios se encuentran incluidos en la Mancomunidad Tajo-Salor junto a otras localidades, aunque no se corresponde con una comarca natural de la provincia de Cáceres.
Talaván está situada a 39°43′30″ de latitud Norte y a 6°17′14″ de longitud Oeste. La localidad se encuentra a una altitud de 367 m sobre el nivel del mar. El término municipal abarca una superficie de 98,48 km².
El municipio limita al norte con Casas de Millán, al sur con Cáceres y Trujillo, con Monroy y Serradilla por el Este y Santiago del Campo e Hinojal al oeste, términos municipales pertenecientes a la provincia de Cáceres.
| Noroeste: Casas de Millán    | Norte: Monroy(Dehesa de las Quebradas) | Noreste: Serradilla |
| Oeste: Hinojal               |                                        | Este: Monroy        |
| Suroeste: Santiago del Campo | Sur: Cáceres                           | Sureste: Trujillo   |

### Hidrografía

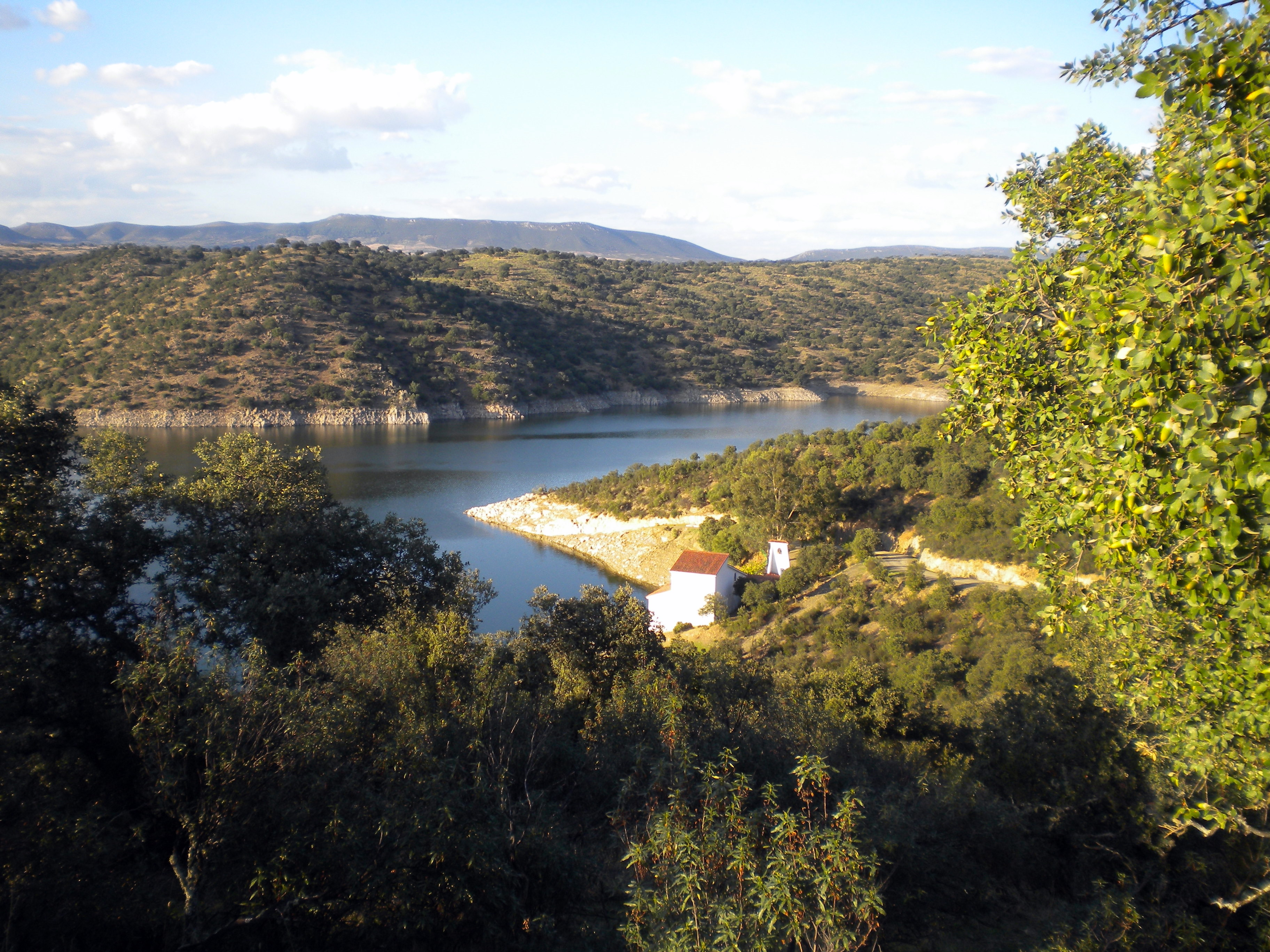
Riberos del río Tajo a la altura de la ermita de la Virgen del Río.

El municipio limita con el río Tajo por el norte, mientras que por el sur lo hace con uno de sus afluentes, el río Almonte. Ambos caudales se encuentran afectados por encontrarse en la cola del embalse de José María de Oriol-Alcántara II.
A media distancia entre ambos ríos, atraviesa el término municipal el arroyo Talaván, afluente del río Almonte. Cuenta este arroyo con una presa aguas abajo, en el vecino municipio de Hinojal, formando el embalse de Talaván, que abastece a las localidades del entorno. La cola de las aguas del pantano ocupan el término municipal talavaniego
Existen otros arroyos, que en muchas ocasiones permanecen secos, entre los que destacan el Mayas, Jaraseca, Villas, del Mesto, del Charcón, de la Huesa y de los Manantíos, que vierten directamente hacia el Tajo, y Planogil, de las Arenosas, Marivicente, del Membrillar, de Pascual Ibáñez, de las Tejoneras, de la Marina, de la Fuente de la Torre, de la Breña de Aguado, de la Cañada, de las Aguzaderas, del Gitano, del Hatoquedo, del Horno y el de Monroy, que bien atraviesan el municipio o desaguan al Almonte.
Debido a las características geomorfológicas del terreno, ha sido posible la creación de un acuífero que recibe el topónimo Talaván. Esto produce que haya puntos de drenaje, dando lugar a fuentes que abastecen a la población. Puesto que la localidad no se asienta junto a ninguna corriente de agua regular, lo hace junto a éstos puntos de abastecimiento, especialmente en una zona con escasez de agua e irregularidad de los cursos en superficie.

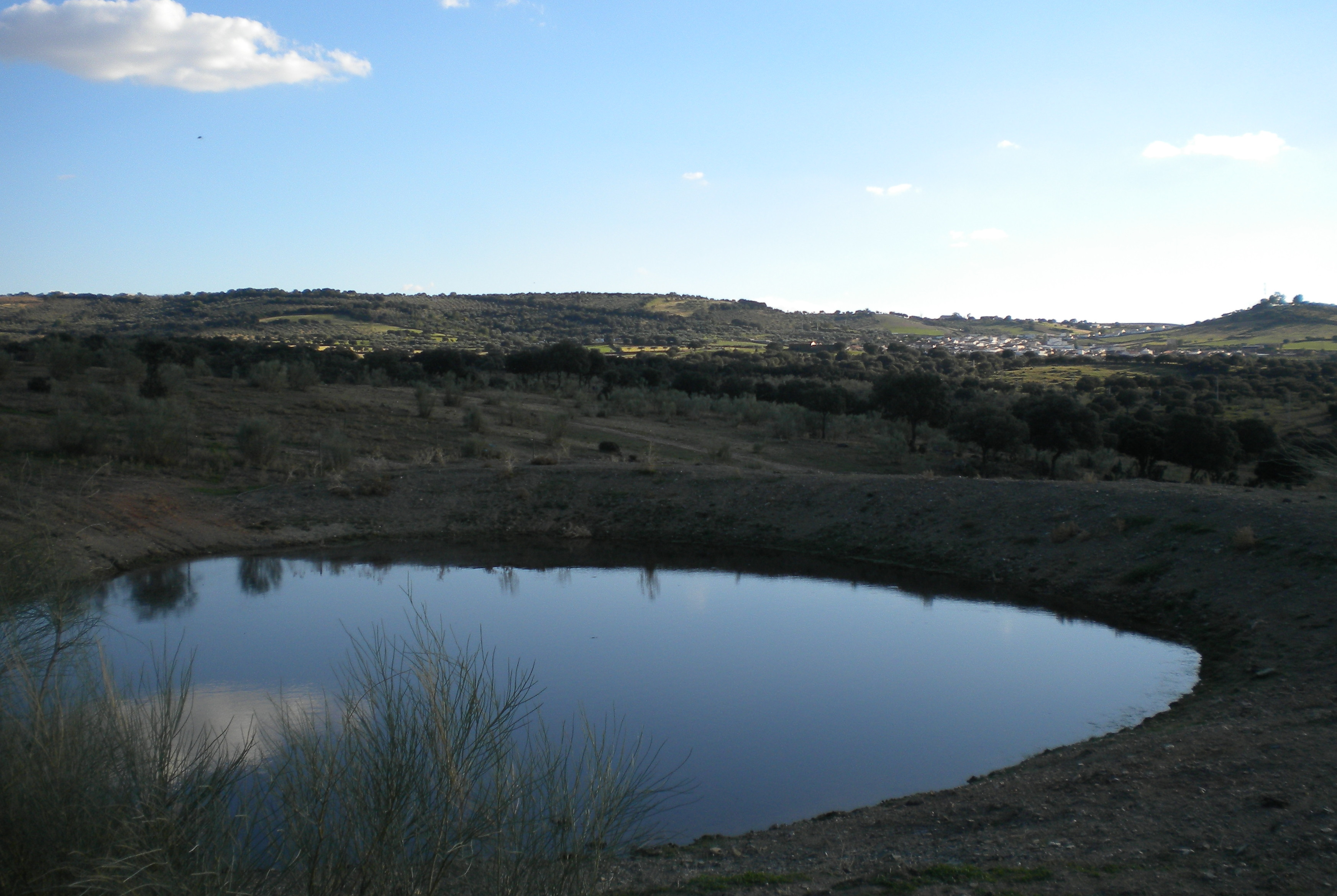
Charca de la Casa, en el Camino de la Barca

El punto más destacado para la población es la Fuente de La Breña, con un caudal regular de desagüe del acuífero. Dentro del casco urbano, aunque con un carácter secundario, encontramos fuentes como el Pilón del Pilar y el de la Gota, conocido como El Cañino. En muchas viviendas se han perforado también pozos particulares. Fuera del núcleo urbano se hallan otras fuentes como las de la Huesa, de la Torbisca, de Pascual Ibáñez, del Valle, de la Carretilla, del Anchalejo, de los Bardones o del Guijo, entre otras.
Para el aprovechamiento ganadero, a lo largo del tiempo se han ido creando humedales artificiales en distintos puntos del término municipal. Se puede encontrar el embalse de Membrillar, las lagunas del Camino de los Rollos Blancos, de la Grande, del Excedente y del Gitano, así como las charcas del Conejo, de la Casa, Membrillar, Juana Morena, San Gregorio, de la Dehesa Boyal, de la Fuente del Guijo, de la Lucía, de las Novenas o de Camacho.

### Orografía

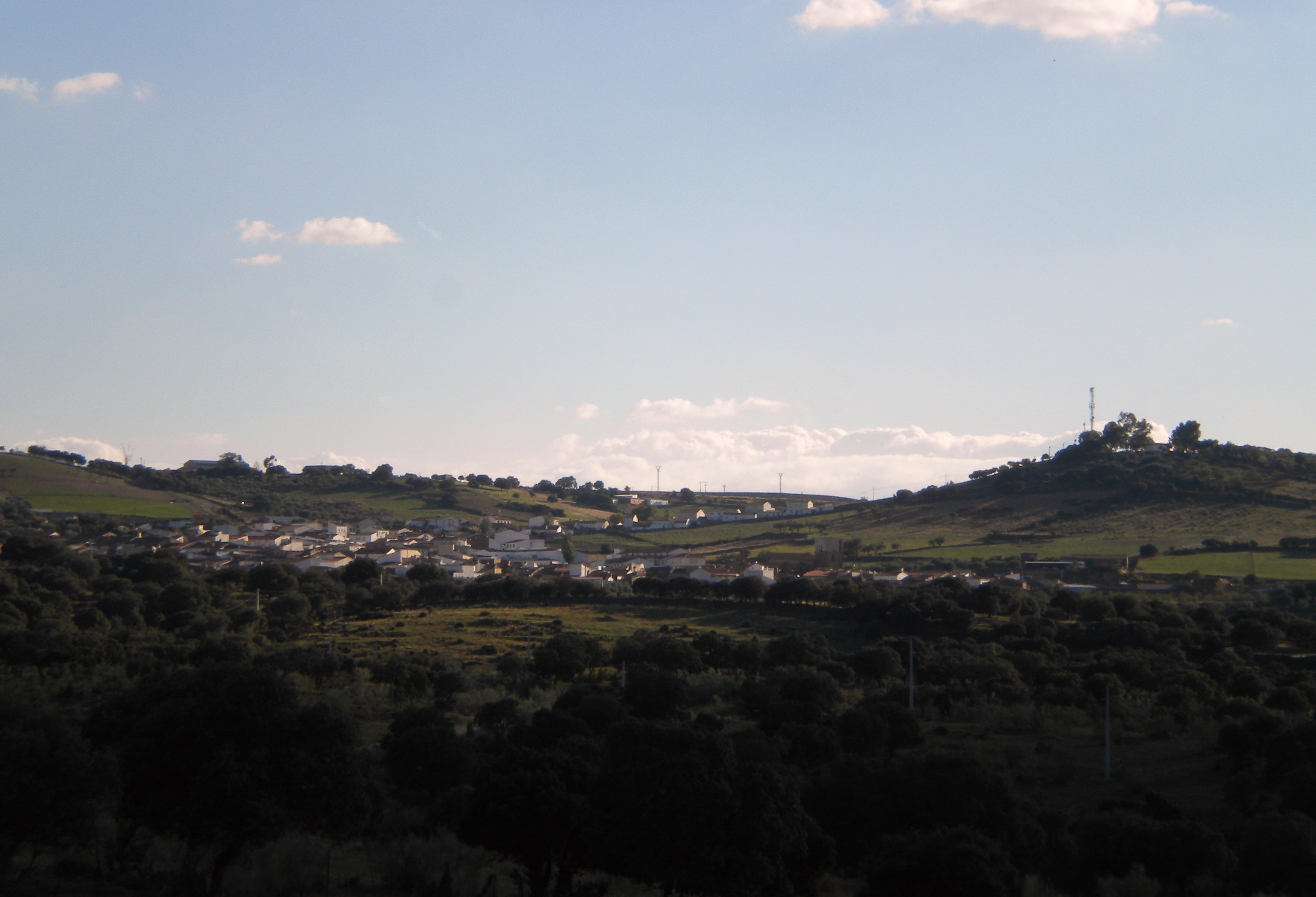
Adaptación al terreno del casco urbano de Talaván, con el cerro del Calvario a la derecha

El municipio de Talaván se encuentra enmarcado en la penillanura trujillano-cacereña, una unidad geológica que ocupa una buena parte de la provincia de Cáceres. El punto más elevado del término municipal es Quiebracántaros, con 464,9 m de altitud, encontrándose el resto del territorio entre los 300 y 400 m. El encajonamiento de los ríos Tajo y Almonte, al norte y sur del término municipal respectivamente, suponen una diferencia de 200 m, dando lugar a los espacios más bajos.
El núcleo poblacional se asienta en un extremo de la pequeña sierra de las Quebradas, adaptándose a las características del terreno, rodeando el cerro del Calvario o de La Soledad.
Por lo que a la litología de la zona se refiere, existen dos tipos de materiales. Existen rocas del Precámbrico como son la pizarra y las grauvacas o areniscas silíceas, rocas duras y resistentes que afloran en bloques alargados, denominados dientes de perro. Son los materiales pertenecientes al complejo de la penillanura trujillano-cacereña y sobre los que se asienta el núcleo urbano de Talaván. En dicha superficie se ha encajado la red fluvial del Tajo.
Los otros materiales que encontramos en el territorio son originarios de la Era Terciaria, a base de roca detrítica, que se hallan en el sureste de Talaván y que prosiguen hacia Monroy y Torrejón el Rubio. Se superponen arenas miocénicas con lechos de gravas de cuarcita, que tienen gran permeabilidad, así como rañas, que gracias a los cantos de cuarcita unidos por arenas y arcillas rojizas son también permeables. Al encontrarse estos últimos materiales sobre los característicos de la penillanura, han favorecido la existencia de aguas subterráneas, determinantes para el asentamiento humano en el territorio.

### Clima
El clima de Talaván es del tipo mediterráneo continentalizado, debido lo primero a la cantidad de precipitaciones medias anuales, que se sitúan entre los 500 y los 700 mm. Sin embargo, la distribución de las mismas hace que encontremos un periodo seco, entre los meses de mayo y septiembre, así como otro más húmedo, que tiene lugar de octubre a abril. Lo que matiza el clima son las temperaturas, debido a que la localidad se asienta en la cuenca del Tajo, lo que provoca veranos bastante cálidos e inviernos fríos, dando lugar a una amplitud térmica anual de unos 20 °C, con una media anual de temperaturas de 16 °C. En julio, cuando se alcanza el mes más cálido, la temperatura media se sitúa en torno a los 27 °C, registrando altas temperaturas durante el día. Por el contrario, en diciembre la media se encuentra sobre los 7 °C, mes en el que se pueden producir heladas, junto con noviembre y durante los meses de invierno. La nieve se registra en muy contadas ocasiones, siendo la nevada más reciente el 10 de enero de 2010.

## Naturaleza

### Vegetación

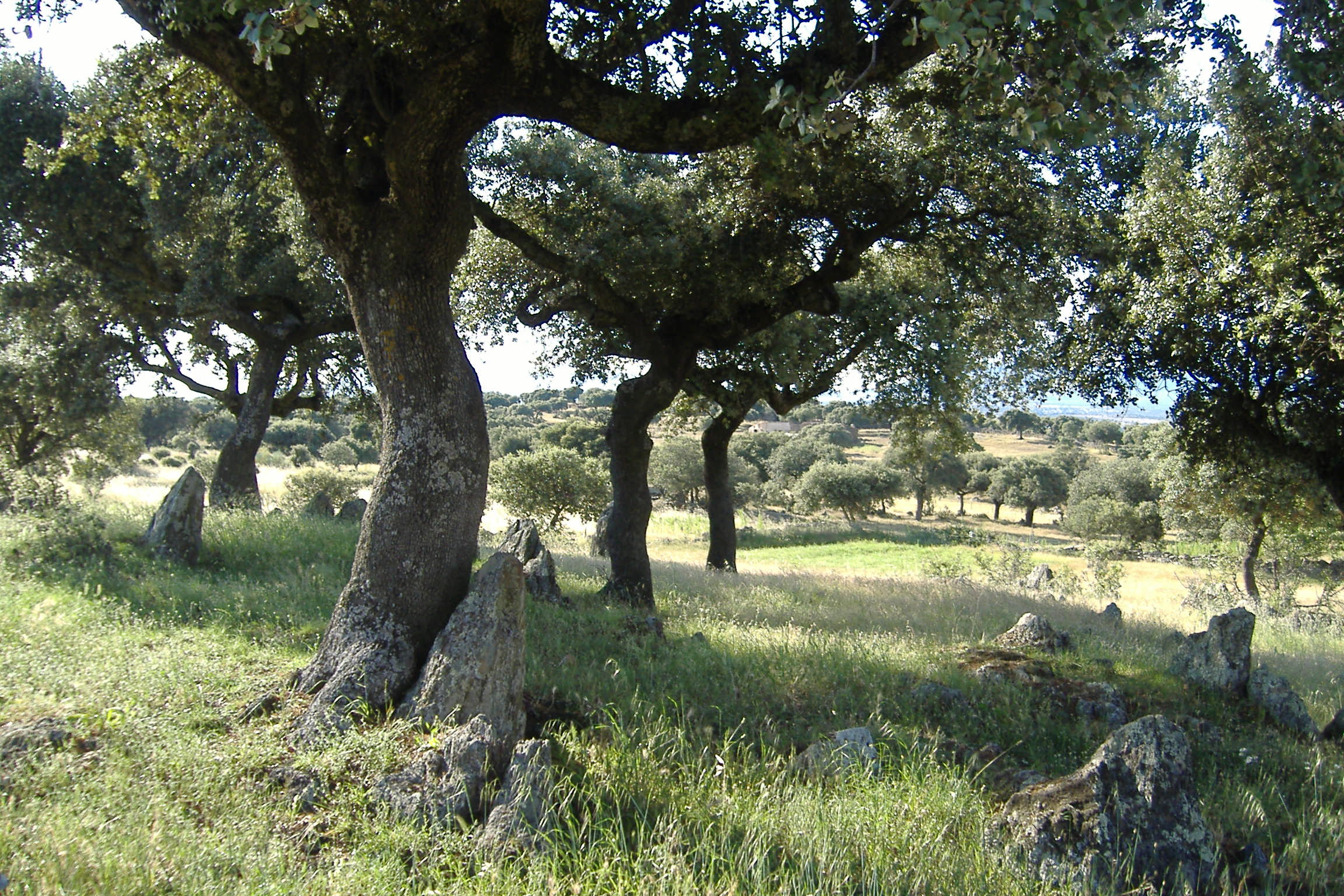
Paisaje de dehesa en Talaván

La flora del municipio se basa en bosques esclerófilos perennifolios. Destaca sobre todo la encina (Quercus ilex), que aparece en la dehesa, además del acebuche (Olea europaea var. sylvestris), el enebro (Juniperus oxycedrus), así como otros árboles introducidos por la mano del hombre, como el pino (Pinus nigra) o una variedad de eucalipto (Eucalyptus globulus). En este último caso, se plantaron en la zona estas especies foráneas, que han atacado a la flora autóctona. Por esta razón, se ha procedido a eliminarlo del cercano parque nacional de Monfragüe. Se puede encontrar este árbol en el cerro del Calvario (ermita de la Soledad) y en la ermita de la Virgen del Río.
Otras especies arbustivas son la genista, de la variedad Genista scorpius en suelos calizos y Genista hirsuta en los silíceos, el brezo, la jara (Cistus ladanifer), la retama (Retama sphaerocarpa) o el cantueso (Lavandula stoechas), estas últimas especialmente en las zonas de ribera.

### Fauna
Entre los mamíferos se pueden encontrar en el territorio especies de lepóridos como la liebre o el conejo. También aparece el erizo común, el murciélago, la rata de agua, el ratón de campo, el ratón casero o el zorro.
La fauna de anfibios, invertebrados y reptiles muestra especies como la langosta o saltamontes, el grillo, el escorpión, el lagarto común, la salamanquesa o lagartija, la culebra, el sapo común, la rana y algunos galápagos.
Las aves que podemos hallar en el municipio son el gorrión, la terrera común, el jilguero, el triguero, la alzacola, la perdiz roja, el sisón, la codorniz, la paloma torcaz, la tórtola, la abubilla, el mochuelo, la lechuza, el búho, el cuervo, el águila, el buitre, la golondrina, el avión, el vencejo, la avutarda, la cigüeña común y la grulla común, estas últimas especialmente en la zona del embalse de Talaván.
Por lo que se refiere a los peces que habitan los ríos Tajo y Almonte y el embalse del arroyo Talaván, encontramos la carpa, el barbo, el lucio y, especialmente, la tenca.

## Historia

### Prehistoria y Edad Antigua

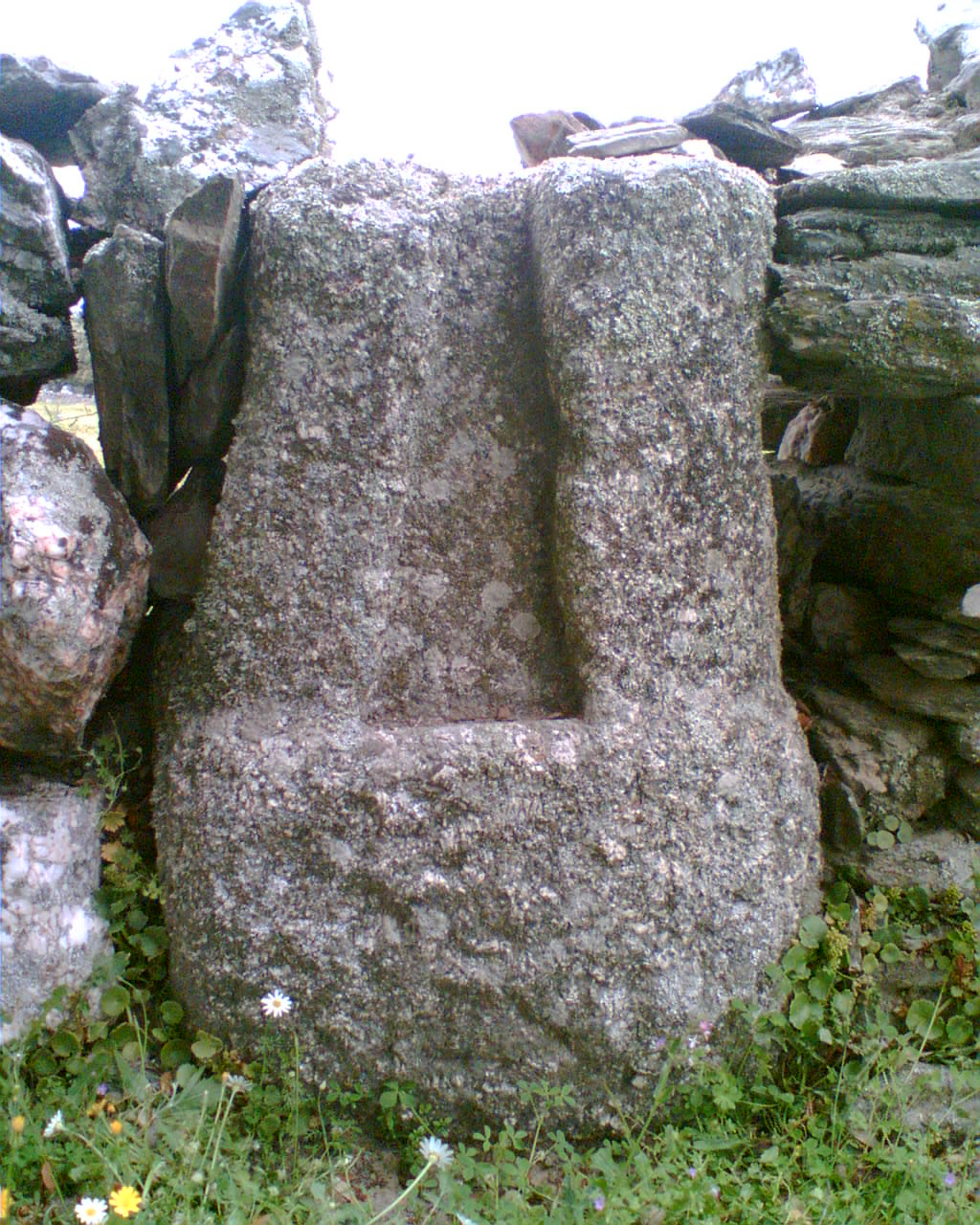
Poblado prerromano de Mailla.

Los primeros vestigios de presencia humana en el término municipal hay que situarlos en el Paleolítico Inferior, manifestados por la presencia de material lítico como hendedores y bifaces, hallados en un yacimiento de terraza con aporte de arrastre fluvial conocido como La Raña de la Higuera. Los escasos estudios arqueológicos de la zona no han proporcionado hallazgos de otras épocas hasta el Neolítico, donde se sitúa la piedra de afilar encontrada en la localidad.
Los primeros asentamientos localizados en Talaván pertenecen a la Edad del Hierro II. Se desarrolla una mejora de las técnicas agrarias y ganaderas que origina un importante aumento de la población y, en consecuencia, un incremento de las colonizaciones en esta comarca (Estrabón III, 1, 6). En este contexto se sitúan los castros de Quiebracántaros y La Torrecilla. Ambos lugares siguen el patrón de los poblados lusitanos amurallados, encontrándose el primero en las inmediaciones del actual casco urbano, mientras que el segundo se trata de un castro de ribero, junto al río Tajo. En cuanto a la tribu lusitana que ocupó el territorio existen discrepancias entre Los Colarnos (Miguel Cortés y López, 1835) y, más recientemente, Los Palantenses (Alarçâo, 2000). Además de conservarse restos de ambos yacimientos y algunos estudios, hay documentos de finales del siglo XVIII donde hay constancia del conocimiento del antiguo poblamiento de la zona.
De finales de la época romana se hallaron vestigios arqueológicos en el yacimiento de Los Villares, lugar donde se halló la denominada estela de Talaván, que evidencia la existencia en el yacimiento del asentamiento de Eberóbriga. Sin duda, los restos más importantes de este periodo y que se encuentran lindando con el término municipal de Talaván son los de la villa romana de Monroy.

### Edad Media

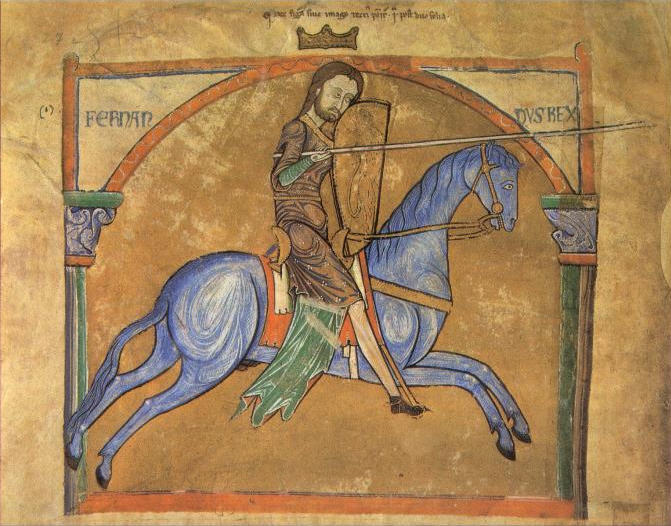
Miniatura de Fernando II de León

Los restos arqueológicos más remotos del periodo se encuentran en la Necrópolis de la ermita, con tumbas antropomorfas medievales excavadas en la roca, halladas cerca de la antigua ermita de la Virgen del Río (margen derecha del río Tajo), pero en el actual término de Casas de Millán. Otros vestigios a destacar de esta época son las torres de Velasco Muza y La Grega en el río Tajo. En el vecino municipio de Hinojal se ha documentado un cementerio árabe junto a la ermita templaria de San Berto, una de las escasas huellas conocidas de la presencia musulmana en la comarca.
La primera referencia que tenemos sobre Talaván es con ocasión, en el año 1167, de la conquista por parte de Fernando II de León de las tierras al sur del río Tajo. El rey entregó la encomienda de Alconétar a la Orden del Temple en agradecimiento a la colaboración prestada en dicha empresa. A esta unidad territorial perteneció la aldea de Talauan y su campo. Este dominio fue temporal, puesto que se produjeron varias contraofensivas almohades en los años 1148, 1174 y 1191. Estos ataques, junto con el deseo de imponer el gravamen por el cruce del río denominado el portazgo, ocasionaron la creación del paso de Talauan (puerto de Talaván). Este paso significó una alternativa de escape que alcanzó su mayor protagonismo con la destrucción, en junio de 1222, del puente de Alconétar por tropas almohades. El dominio espiritual dependía del obispado de Coria y el territorial correspondía al concejo de Plasencia: 

Et ultra fluvium Tagum, […] Et de Portu de Ibor, sicut itur in directum ad rivum qui dicitur Almont. Et Almont ad jussum, sicut cadit Geblancus in Almont. Et Geblanco arriba, sicut itur ad Tamujam et

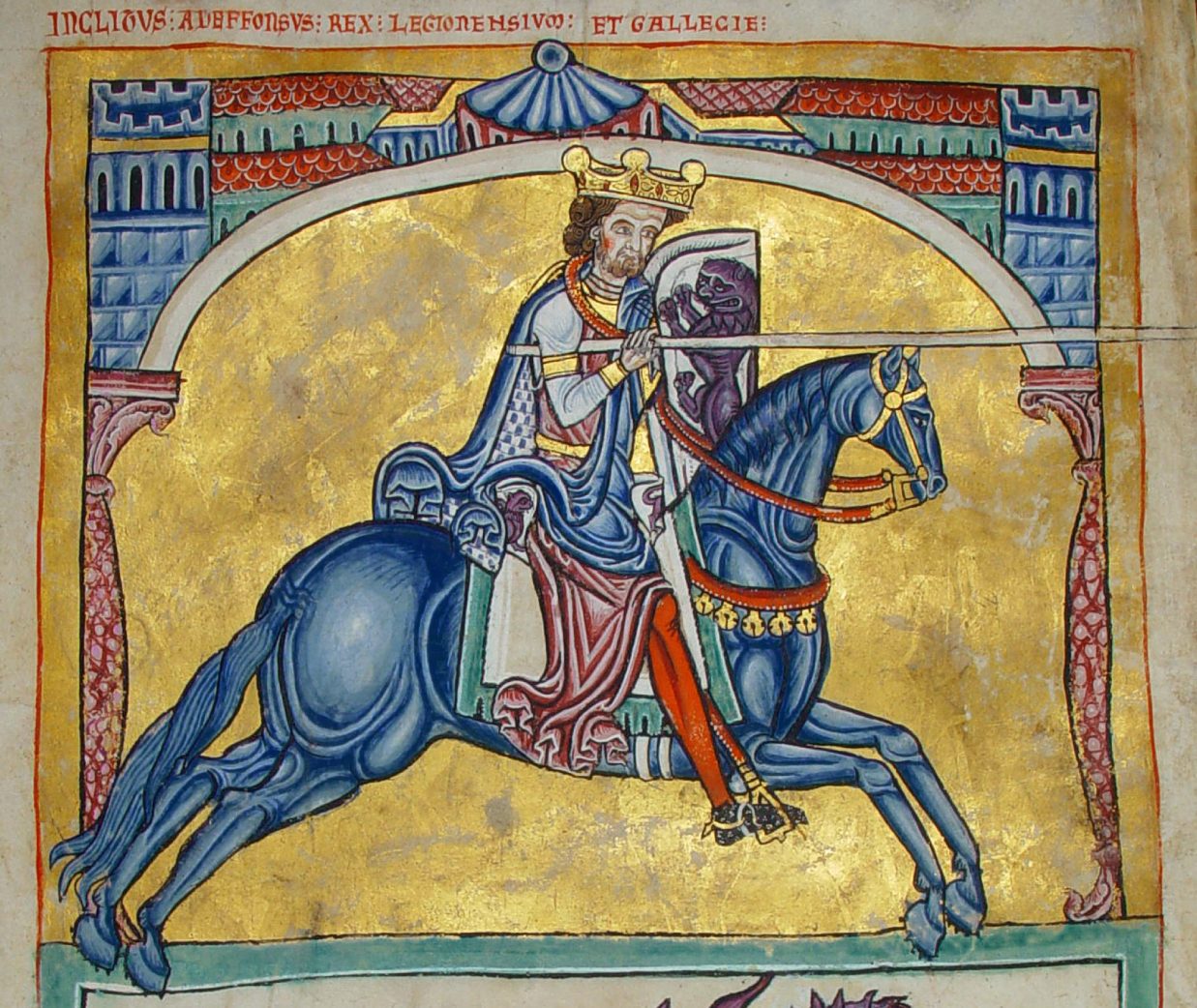
miniatura de Alfonso IX de León.

La conquista definitiva la realizó el rey leonés Alfonso IX en 1225, devolviendo estos territorios a los templarios. Al mismo tiempo tiene lugar la recuperación de la villa de Cáceres, estableciéndose el fuero de dicha ciudad en la que se incluía Talaván y su campo, produciéndose de este modo una doble dependencia: 

et dende como cae el arroyo de la Figuera en Almont, et en so derecho en Talauan; et desi a la torre de Belasco Muza en Taio. […] al arroyo de Gebalnzo; et el arroyo aiuso como ua pora los Almadenes; et dende como passa el sendero de don Uermundo en Almont, et por medio de las cabezas de Mont-Roy, como entra el sendero de don Uermundo en la Xara; et desend a la torre de la Greda; et desende como cae el arroyo de la Covacha en Taio….

 Este documento también es significativo porque reseña la pertenencia del puerto de Talaván al concejo de Cáceres: 

et Taio arriba et Taio aiuso, uados et puertos, entradas et exidas alende et aquende, con todas sus carreras también alende como aquende, di como cae el arroyo de la Couacha en Taio, hata como cae el arroyo de la torre de Blasco Muza en Taio, do io todo al conceio de Cáceres, (Desde el arroyo de la Covacha hasta el arroyo Mayas solamente existía el puerto de Talaván)

En 1268, el rey Alfonso X el Sabio firmó la cesión de la encomienda de Alconétar a su hijo, el infante Fernando de la Cerda. Esta acción fue el origen del posterior Infantado de las Siete Villas: Alburquerque, Alconétar, Galisteo, Granadilla, Montemayor, Ledesma y Salvatierra. El infante murió en 1275 y todas sus posesiones pasaron a su hijo primogénito Alfonso de la Cerda, llamado a ser sucesor de Alfonso X, pero a su muerte, en 1284, su segundo hijo Sancho usurpó el poder, reinando como Sancho IV el Bravo. Sancho estaba casado con María de Molina la Prudente. Estos sucesos determinaron que Talaván terminara perteneciendo al rey Sancho IV, quien cedió su jurisdicción al concejo de Plasencia, perteneciendo espiritualmente al obispado de la misma ciudad y desvinculándose de Alconétar.
Los nobles placentinos Nuño Pérez y Fernán Pérez, confesor y copero mayor de la reina María de Molina respectivamente, son otorgados con los territorios al norte del río Almonte, utilizado por el concejo de Plasencia para desafiar al de Cáceres, mediante un ordenamiento a favor de Fernán Pérez, donde se restituye la propiedad de la zona al concejo placentino, cuya jurisdicción compartía con el de Cáceres, de forma que este último perdiese sus derechos sobre el territorio: 

sepan quantos esta carta vieren cómo nos, el concejo, acatando los buenos deudos y el buen parentesco que habemos con Basco Nuño Pérez, capellán del rey e de la reyna su muger, e con Fernán Pérez Monroy […] dámosbos e otorgámosbos el cortijo que dicen de Monroy, que es allende de Tajo en el campo de Talauan para facer puebla e fortaleza….

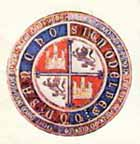
Sello de Sancho IV.

El escrito estaba fechado en 1287 y fue expedido para la confirmación de Sancho IV, aunque el documento sería ratificado por su hijo Fernando IV el 21 de abril de 1309, dando origen al Señorío de Monroy, siendo el primer señor Fernán o Hernán Pérez de Monroy. El señorío englobaba la villa de Monroy y gran parte de Talaván y su campo. El mismo se caracterizaba por la falta de una demarcación definida, aprovechado por su dueño para incrementar su patrimonio con nuevos territorios cercanos, desencadenando una serie de acontecimientos que ponen en riesgo sus propiedades, tales como la muerte de su protectora la reina María de Molina en 1321 y de su hermano y benefactor Nuño Pérez, en 1326, del cual había heredado Valverde de la Vera y la parte que tenía en Monroy y en Talaván y su campo.
Otro hecho trascendental fue el otorgamiento, por parte de Alfonso XI en 1340, de la carta de repoblación de El Garro de la Viella (Garrovillas de Alconétar), cuya demarcación respetaba los límites que le fueron concedidos al concejo de Cáceres e incluían también parte del campo talavaniego. Como curiosidad, Uno de los lugares preferidos por dicho monarca para la caza del oso era la sierra de Las Quebradas en el Campo de Talaván.
Ferrán y su esposa Estefanía Rodríguez, en un primer momento, recurrieron al derecho castellano creando el mayorazgo de Monroy y Valverde, solución provisional puesto que persistía el anacronismo de Talaván y parte de su campo (casa de la Paz). El señor de Monroy solventó definitivamente el problema confiriendo el rango de villa a Talaván e integrando la casa de la Paz en el mayorazgo, y por último transmitiéndolo a su hijo para evitar posibles problemas sucesorios. El 6 de agosto de 1346 en Zamora, se constituyó finalmente el mayorazgo de Monroy, Valverde, Talaván y la casa de la Paz, siendo titular del mismo Fernán Pérez de Monroy (hijo). Este contrajo matrimonio con Inés Rodríguez, fruto de este enlace nació Estefanía Fernández de Monroy que heredó el mayorazgo. Estefanía se casó en primeras nupcias con García Álvarez de Toledo, maestre de la Orden de Santiago y fallecido en 1370, y al año siguiente con García González de Herrera, mariscal de Castilla, primer impulsor de la villa de Talaván, aprovechando todos los recursos derivados principalmente del camino de Talaván, y construyendo en la villa una casa-palacio y en el río Tajo un canal de pesca, un batán y molinos, pasando a ser unas de las villas más rentables de sus posesiones.

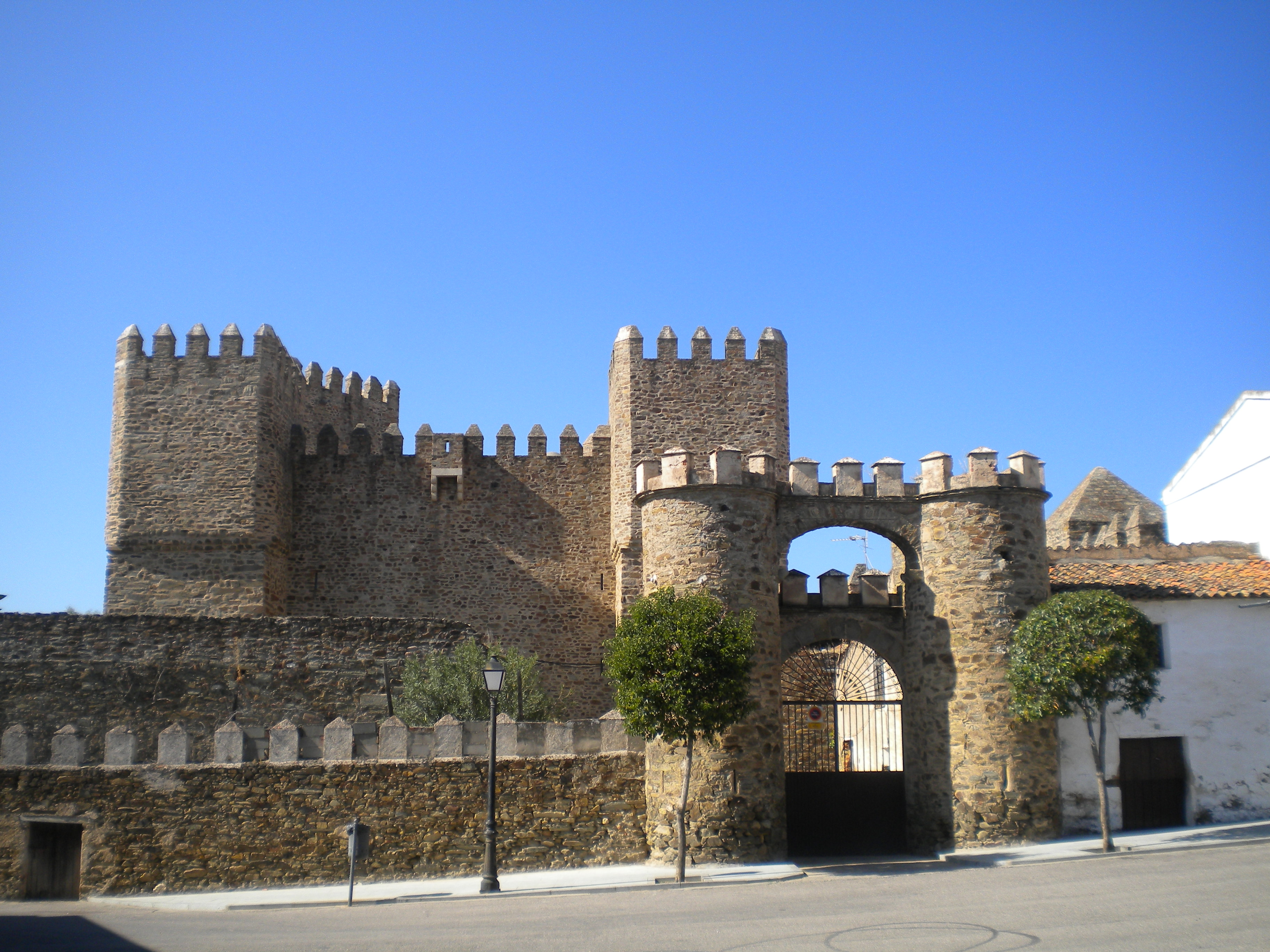
Castillo de Monroy.

En 1390 fallece Estefanía sin descendencia y ese mismo año el mariscal se casa con María de Guzmán; fruto de este matrimonio nació su hija Elvira García. El mariscal hace una partición del mayorazgo el 9 de agosto de 1400: Monroy pasa a otro Fernán Pérez (nieto del fundador del señorío); Valverde y Talaván a Alfonso Fernández de Monroy, con la condición de que contrajese matrimonio con su hija Elvira, la cual fallece a la edad de diez años sin haberse celebrado dicho enlace. El mariscal en la división del mayorazgo cedió la mayoría de los territorios a la familia Monroy, para evitar posibles litigios (dehesas de Las Quebradas, La Jara, La Fontanilla...). La obsesión de García González de Herrera por Talaván ocasionó que la villa conservara una estrecha franja de terrenos a ambos lados de su camino. Estos dos antecedentes, establecerían la ulterior demarcación de Talaván (únicamente ampliada con la desaparición de la población de Casasola). El 8 de enero de 1404 en Medina del Campo, el mariscal legó finalmente Valverde y Talaván a su amigo el infante Fernando de Antequera, hermano del rey Enrique III el Doliente. Este hecho originó algunos pleitos con la familia Monroy, quienes llegaron hasta el rey, que sentenció a favor su favor, pero el infante hizo caso omiso y se quedó con los territorios. Los litigios finalizaron al ser Fernando investido como Fernando I de Aragón. Valverde y Talaván retornan al poder real hasta el año 1415, cuando se celebró el matrimonio del hijo de Fernando I, Alfonso (futuro Alfonso V de Aragón) con María de Castilla (hija de Enrique III). María fue acompañada hasta la corte por Pedro Niño, conde de Buelna. Fernando I concedió al conde las villas de Valverde y Talaván por ser un fiel vasallo, según las crónicas de la época; pero en el testamento del conde, otorgado el 29 de diciembre de 1452, figuraba como propietaria de las villas su mujer Beatriz de Portugal, prima del rey Fernando I: 

…las villas de Valverde e Talauan e sus tierras e terminos e jurediçiones e señorios, e rentas, e pechos […] que fueron e fyncaron de la condesa doña Beatriz…

 Esta supuesta contradicción es una consecuencia de los hechos ocurridos: Beatriz de Portugal era heredera de unos extensos dominios que el rey deseaba incorporar a su patrimonio mediante el enlace de Beatriz con el infante Enrique de Aragón, pero Pedro Niño se adelantó raptándola y casándose con ella. Fernando I reaccionó confiscando todos los territorios de su prima. En 1415 el rey ofreció el perdón e incorporó los territorios confiscados a sus dominios, concediéndoles a Pedro y a su esposa las villas de Valverde y Talaván. Este arreglo se hizo sin el consentimiento de Beatriz, que perdió todo el patrimonio heredado de su padre Juan de Portugal.
Las villas y sus territorios se distribuyeron entre las tres hijas del matrimonio: María, Leonor e Inés. Esta última, por su condición de abadesa de Santa Clara (Valladolid), cedió su parte a Leonor. A María le correspondió Talaván, parte de las dehesas de Arroyo del Horno y Los Chistes: 

…Maria Niño en cuenta de su terçia parte […] aya libremente la villa de Talauan con su castyllo e casa fuerte e con señorio […] e con las açeñas que son en el rio Tajo…

 A Leonor le correspondió Valverde, pero no se conformó con el reparto: 

doña Maria le deuen fazer equivalencia e satisfacción de la demasya que vale la dicha villa de Talauan, especialmente por los muchas rentas de pechos e derechos e con otras rentas que en la dicha villa de Talauan ay, que non ay en la dicha villa de Valverde…

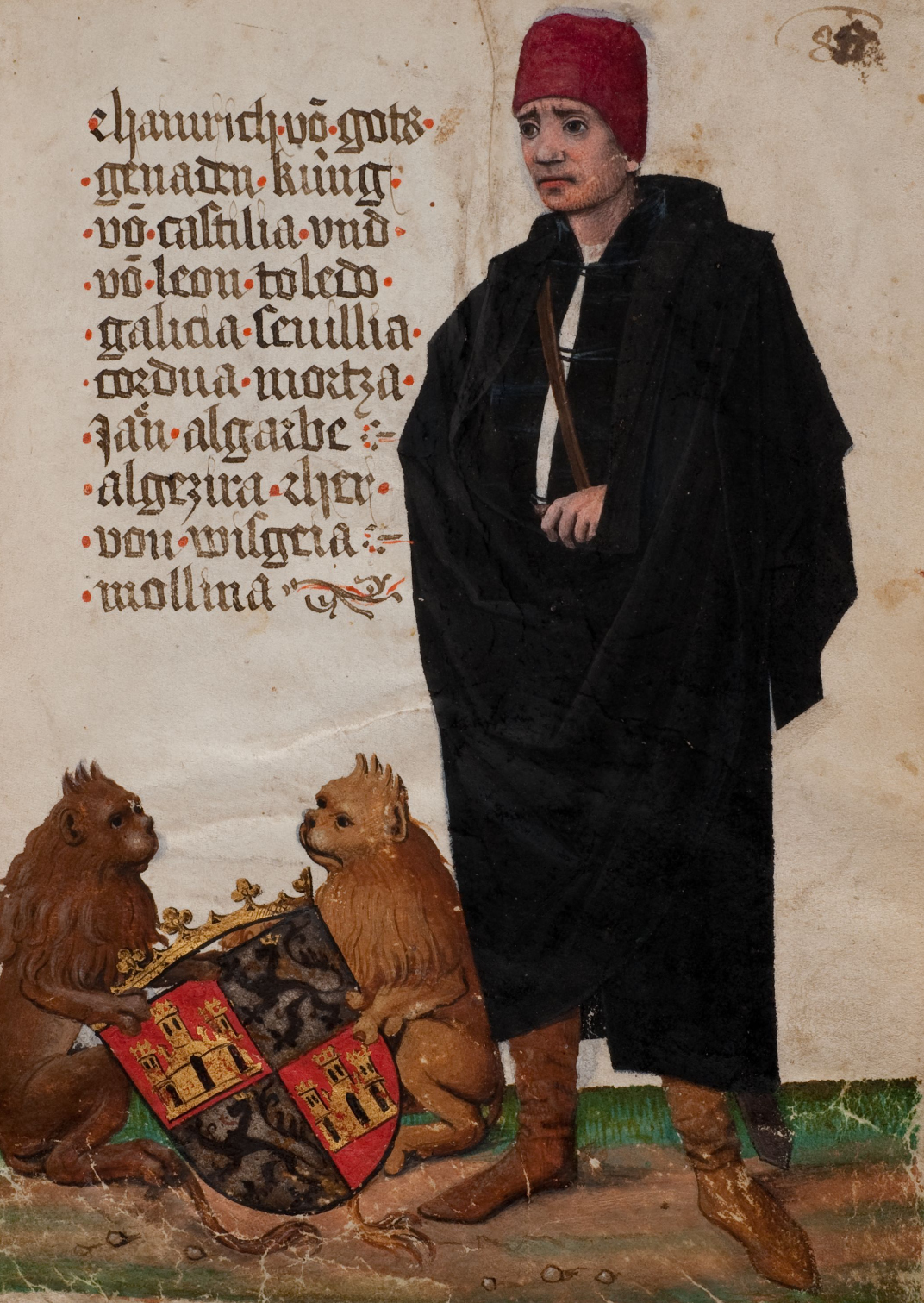
Enrique IV, creadror del Señorío de Talaván.

Esta falta de entendimiento ocasionó la ocupación por la fuerza de la villa de Talaván por parte de García de Herrera, consorte de María, en 1454. Su cuñado, Diego de Estúñiga, ayudado por el conde de Plasencia le declaró la guerra, haciendo intervenir al rey Enrique IV de Castilla para solucionarlo. El monarca se remitió a la adjudicación de parte de la herencia del conde de Buelna a su hija María Niño, lo que originó el 11 de noviembre de 1458 la creación del Señorío de Talaván, siendo María su primera titular.
Uno de los hechos negativos fue la decisión de Juan de Carvajal, Obispo de Plasencia, de construir un puente para salvar el curso del río Tajo por Monfragüe, favoreciendo a su primo García López de Carvajal, primer señor de Torrejón y Las Corchuelas, en detrimento de las lentas y peligrosas barcas de Alconétar o Talaván. Además, la ciudad de Plasencia exigió a los habitantes de Talaván a pagar los impuestos de barcaje, quienes pleitearon junto a la villa de Serrejón en marzo de 1492 ante el Consejo Real, que sentenció a favor de ambas villas.
Del matrimonio entre María Niño con García de Herrera (nieto del mariscal García Herrera) nació Blanca Enríquez de Herrera, segunda señora de Talaván, quien heredó de su madre la villa, la mitad de la dehesa de Arroyo del Horno, las dehesa de la Lucía y de La Paz y dos pares de aceñas en el río Tajo, según el testamento materno otorgado el 6 de marzo de 1485. Blanca se casó con Alonso Téllez Girón, hijo bastardo de Pedro Girón, que murió en 1469, y en 1472 con Bernardino Fernández de Velasco (condestable de Castilla). De este matrimonio nació Ana de Velasco y Herrera. la tercera señora de Talaván, quien se desposó con Alonso Pimentel y Pacheco (V conde y II duque de Benavente). Este enlace suscitó el dominio temporal de los condes de Benavente sobre el señorío.
Como curiosidad, la villa figuraba entre las poblaciones que en 1485 aportaron cinco mil peones (espingarderos, ballesteros y lanceros) para conquistar el reino nazarí de Granada. Los Reyes Católicos agradecieron la ayuda el 16 de mayo de 1486 en Alcalá de Henares.

### Edad Moderna

Escudo de armas de la Casa de Benavente.

Algunos talavaniegos se embarcaron en la empresa del descubrimiento de América. El espadero Diego de Talaván, primer aventurero conocido de la villa e integrante del segundo viaje colombino, murió en las Indias el 27 de diciembre de 1496, cuando Cristóbal Colón ya había vuelto a la Península. El segundo se llamaba Lorenzo Hernández, hijo de Luis Hernández y Juana Sánchez, quien se embarcó el 29 de octubre de 1512.
Durante la mayor parte de esta época, el señorío de Talaván perteneció a la casa ducal de Benavente. Entre los datos destacables está la figura de García Álvarez de Toledo, hijo del alcalde de Toledo, Luis Álvarez de Toledo, en cuyo testamento se le sitúa como párroco de la villa entre 1500 y 1507, pudiendo relacionarse con las obras principales en la iglesia parroquial.
El camino de Talaván alcanza su mayor notabilidad con la construcción de los puentes de Don Francisco sobre el río Almonte en 1554, según la inscripción que figura en el centro de los mismos sobre una hornacina. Estos puentes favorecieron las comunicaciones entre las ciudades de Cáceres y Plasencia. Los primeros testimonios escritos referentes al camino de Talaván los encontramos en las Ordenanzas de Cañaveral (1552):

… el mojón del exido corriendo el arroyo de Guadahanzil arriba, a dar en la vereda de Talaván, y la vereda de Talabán adelante a dar Pizarroso.

En este periodo se produce otra pérdida de jurisdicción territorial de la villa y del ya extinto campo de Talaván, motivado por la conversión de la aldea de Serradilla en Villa de Realengo. Entre los territorios (dehesas de particulares) que pasaron a depender de la misma destaca la dehesa de Los Chistes.

lugar de la Serradilla, que ha sido tierra y jurisdicción de la Ciudad de Plasencia, nos hizo relación que en el dicha lugar hay cuatrocientos cincuenta y tres vecinos y tiene sus términos amojonados, conocidos y divididos, por sus hitos y mojones, de los lugares con quienes confina, que son: con Baldíos de la dicha ciudad de Plasencia, con las villas de Mirabel, Talaván, Torrejón, La Corchuela, los lugares de Casas de Millán, Malpartida, dehesas de particulares y Río Tajo, que son tierras y jurisdicción de la dicha ciudad.

El rey Felipe II emitió en 1570 una cédula en la que ordenaba a los oficiales de la villa de Talaván que no repartiesen alcabalas y pechos a Frey Diego de Castrillo y Guzmán.
El periodo entre 1576-1621 coincide con la realización de las principales obras en la villa, en el cual ejerció como señor Juan Alonso Pimentel de Herrera (VIII conde y V duque), quien se distinguió por su interés por la cultura, principalmente el arte. También en 1576 contaba esta villa con corregidor propio, nombrado personalmente por el duque de Benavente. La tasa más alta que se pagaba eran 3282 maravedíes anuales por casa. El precio de la fanega de trigo en el periodo comprendido entre 1557 y 1570, fue de 19 reales y bajó hasta los 14 reales en 1570.

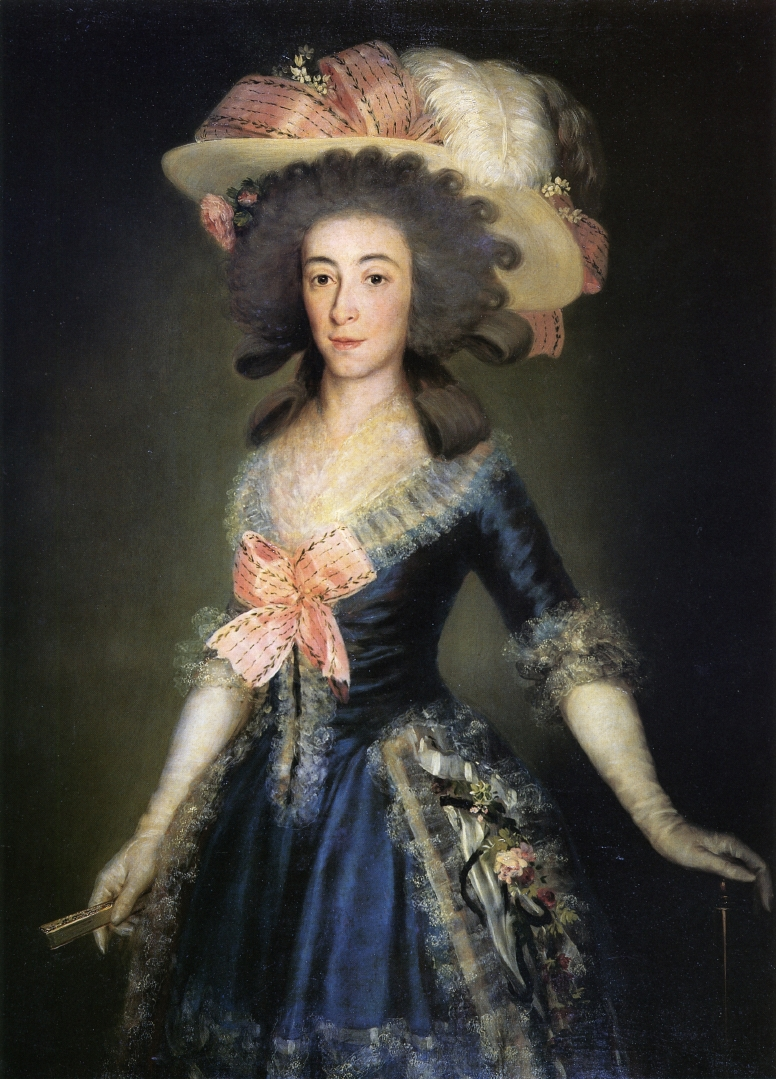
María Josefa Pimentel, XV condesa y XII duquesa de Benavente.

Entre las aportaciones originarias de la villa destaca el chozo de nuez, muy popular entre los pastores de otras comarcas. También los talavaniegos se distinguieron por las elaboraciones de cataplasmas y jugos elaborados con la planta Ombligo de Venus u Oreja de Fraile, conocidas por sus propiedades curativas desde la antigüedad.

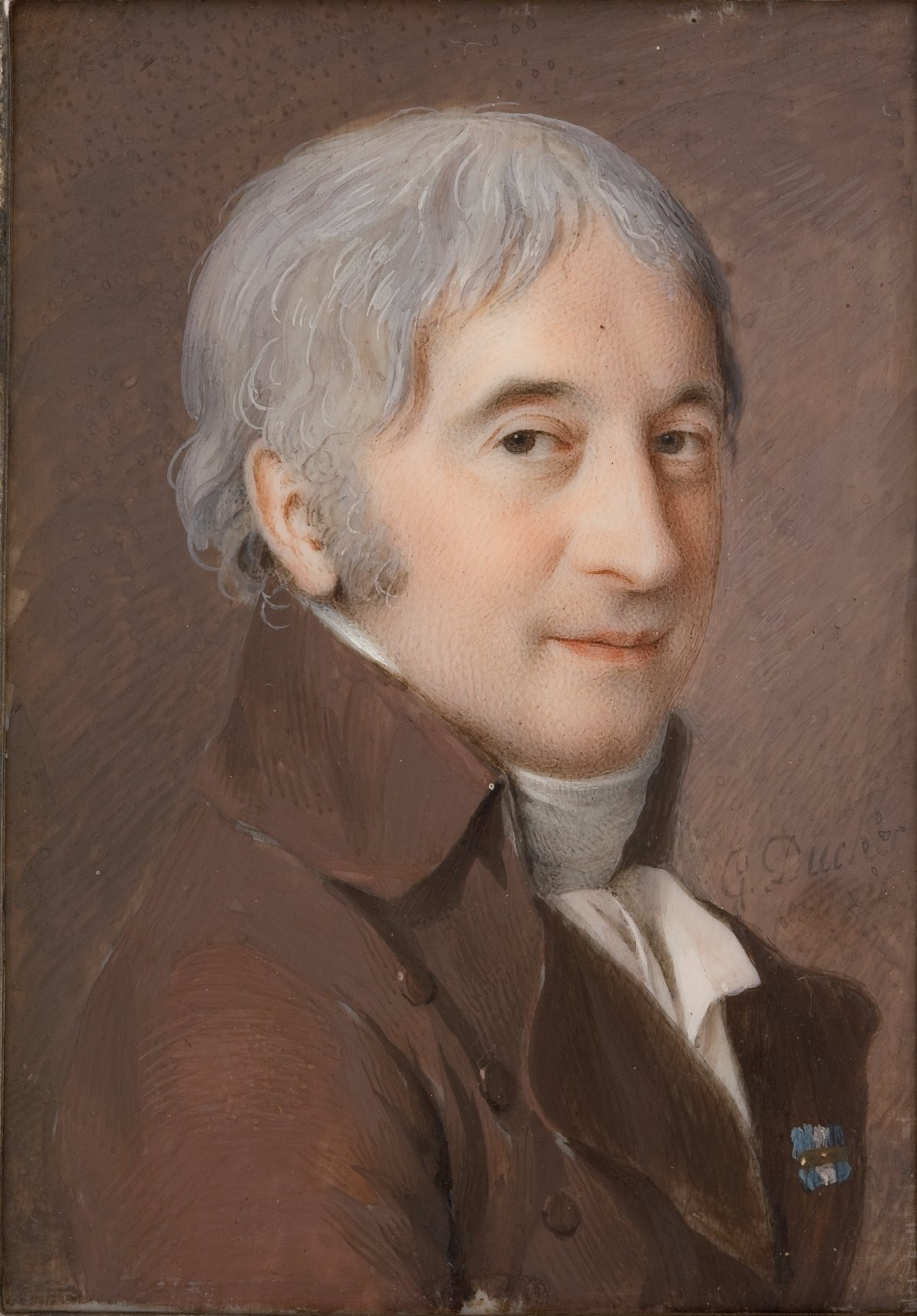
Pedro de Alcántara Téllez-Girón, IX duque de Osuna.

El 29 de enero de 1608 se otorgó licencia de explotación de una mina de alcohol (sulfuro de plomo), en un cercado situado en el camino a Monroy. Por otro lado, el proyecto de navegabilidad del río Tajo elaborado en 1641 por los técnicos italianos, Luis Carduchi y Julio Martelli, describen en dicho río a su paso por la villa la presa, los molinos y, por primera vez, se menciona la ermita de Nuestra Señora del Río.
A mediados del siglo XVIII aconteció la vida y obra del escritor Rafael de la Torre, una de las personalidades más relevantes de la villa. Otro personaje destacado fue Santiago Vivas y Muñoz, párroco de Talaván hasta 1774 y posteriormente abad en Las Villuercas y fundador de numerosas obras benéficas.
La propiedad de la casa de Benavente se mantuvo hasta 1771, que pasa a propiedad de la Casa Ducal de Osuna por el matrimonio de María Josefa Pimentel (XV condesa, XII duquesa de Benavente) con su primo hermano Pedro de Alcántara Téllez-Girón (IX duque de Osuna). Su dominio sobre la villa se mantuvo hasta la disolución del régimen señorial en 1837.
De finales de este periodo se conservan dos importantes documentos descriptivos, como la Carta que el cura rector de la villa remitió al geógrafo de Carlos III en 1786, para la realización de un diccionario geográfico de España Otro es el documento que se presenta en 1790 con motivo del establecimiento de la Real Audiencia de Extremadura.
En 1782 el concejo de Plasencia transfiere Valdelacasa a Monroy en perjuicio de Talaván. En compensación le otorgó el terreno conocido como Las Reyertas de Arriba y Abajo (antiguo término de Casasola), que compartía jurisdicción con Hinojal. Cabe resaltar que en Talaván se expedían las guías que amparaban el tránsito de ganados, se abonaban los impuestos correspondientes Justos Derechos a Su Majestad y posteriormente eran visadas por el escribano de la villa. Se conservan algunos ejemplares de los años 1750 a 1798 en distintos archivos municipales, principalmente en León.

### Edad Contemporánea
Talaván durante la Guerra de la Independencia, debido a su situación estratégica y a su importante paso sobre río Tajo (barcas de Talaván), se vio sometida al azote continuo del ejército francés, bajo cuyo dominio permaneció la villa casi ininterrumpidamente desde agosto de 1809 hasta finales de 1811, con la retirada del ejército francés hacia el norte (Ciudad Rodrigo, Salamanca). Las crónicas de guerra francesa y las correspondencias de guerra del duque de Wellington mencionan su paso por Talaván.
El obispo extremeño presidente de la Junta de Defensa de Plasencia y posterior diputado a las Cortes de Cádiz, Lorenzo Igual de Soria y Martín de Hijas, perseguido por los franceses se resguarda en Talaván el día 16 de marzo de 1809, procedente de Plasencia. También la propia Junta de Defensa de Plasencia se refugia en la villa, ante la entrada en la ciudad de ejército francés mandado por el mariscal Soult con 20.000 infantes y 2600 jinetes de caballería, el día 11 de agosto de 1809.
El marqués Wellesley K.P. comunica a su hermano menor, el mariscal de campo del ejército inglés Arthur Wellesley, duque de Wellington, que el día 14 de agosto de 1809 se han detectado patrullas francesas en las inmediaciones de Talaván. El mismo día despliega para la zona al 40.º Regimiento de su ejército, comandado por el coronel Conyngham Ellis para hacerse con el control de la villa y de esta importante vía de comunicación, que permanece bajo control inglés hasta el 20 de agosto de 1809, con el repliegue del ejército inglés hacia la provincia de Badajoz. Posteriormente, el general francés Reynier, que mandaba el 2.º Cuerpo del ejército del mariscal Jean de Dieu Soult, se hace con el control del valle del Tajo en marzo de 1810. Una parte de este ejército, después de las operaciones en el río Salor, Arroyo del Puerco (actual Arroyo de la Luz) y en la Roca de la Sierra, cruza el río Tajo por Talaván el 16 de julio de 1810 hacia el sur de Coria, donde se agrupó para realización de intervenciones en Portugal.
Entre otros hechos, todavía después de la abolición del régimen señorial en 1837, los vecinos de la villa mantuvieron un pleito contra el XI duque de Osuna, Pedro de Alcántara, ya que se negaban a pagar el onceno de los frutos y ganados que se criaban en el término de Talaván. El 8 de marzo de 1838 un juez de Garrovillas de Alconétar sentenció a favor del duque.
El 4 de noviembre de 1861 se creó la Sociedad Agrícola de Talaván, constituida por 69 vecinos para la compra de varias dehesas, tales como Fuente del Guijo, Juana Morena o Guijo de Carrascosa. Unos años más tarde, en 1874, los vecinos del municipio vuelven a negarse a pagar el onceno, esta vez a los herederos del marqués de Casariego, beneficiario de la quiebra de la Casa de Osuna, iniciándose un pleito que llegó al Tribunal Supremo, que sentenció a favor de los herederos del marqués.

## Demografía
Talaván cuenta con una población de 769 habitantes (INE 2024).
| Gráfica de evolución demográfica de Talaván entre 1842 y 2021                                                       |
| |
| Población de derecho según los censos de población del INE Población de hecho según los censos de población del INE |

A lo largo de la última década se ha continuado con un claro proceso de pérdida de población, exceptuando los datos del año 2013. Con datos referidos a 2007, sobre una población de 912 habitantes, con 462 hombres y 450 mujeres, la tasa de mortalidad de Talaván se situaba en 8,77, mientras que la tasa de natalidad la encontrábamos en un 7,68. El resultado fue un crecimiento vegetativo negativo. Por su parte, la tasa de nupcialidad se situó en 5,48.
Talaván no ha sido un caso ajeno en el devenir demográfico español, por lo que ha sufrido igualmente durante los episodios de epidemias y conflictos bélicos acaecidos a lo largo del tiempo. En muchas ocasiones no hay datos estadísticos que nos permitan calibrar algunos de las variaciones demográficas. Con una población máxima de alrededor tres mil habitantes a finales de la segunda mitad del siglo XX, el episodio más reciente y constatado de pérdida de población es la emigración producida en los años 60 y 70 del siglo XX hacia los núcleos industrializados de España, especialmente a Madrid, Cataluña y Vizcaya. Esto provocó un descenso demográfico acusado, especialmente entre la población en edad activa. Este efecto provocó, años después, el regreso de algunos emigrados tras su jubilación, lo que generó un aumento en el envejecimiento de la población. No obstante, muchos de los emigrantes han mantenido sus vínculos con su localidad de origen, lo que provoca el regreso estival y temporal de muchas familias que tienen su segunda residencia en Talaván.

## Administración y política

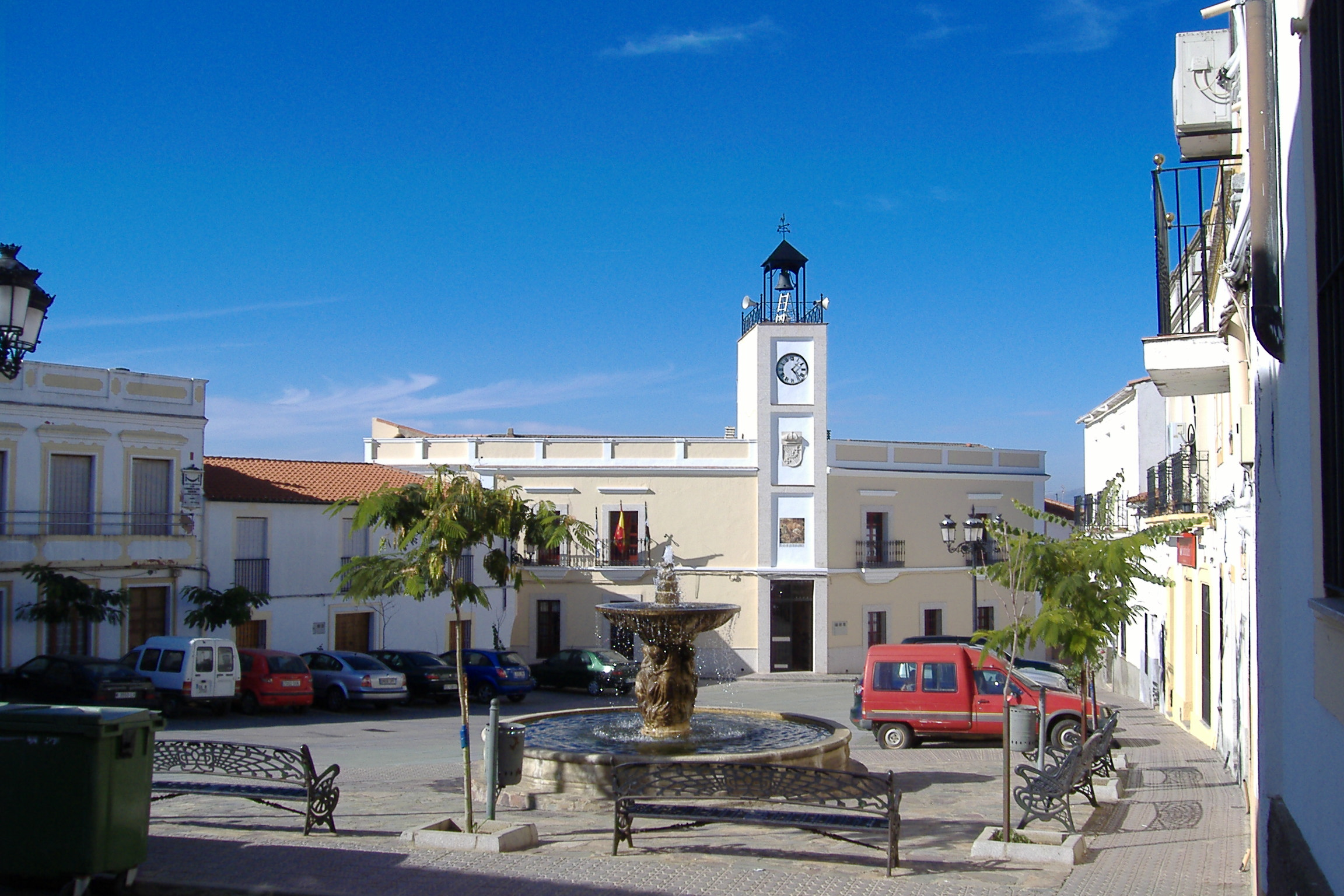
Plaza de los Herradores y Ayuntamiento de Talaván

En 2023 es alcalde de la localidad Luis Enrique Periáñez Fernández, del PP, cargo que ocupa desde el 17 de junio de 2023.

Los resultados de las elecciones municipales de 2023, dieron como resultado una mayoría para la candidatura del PP. De los siete concejales a elegir, la candidatura del PP obtuvo tres ediles (uno más que en la legislatura anterior), con 228 votos (33,52 %), mientras que Levanta consiguió dos concejales y 183 votos (26,91 %), perdiendo tres concejales. Por su parte, el PSOE obtuvo dos concejales, entrando de nuevo en el pleno municipal (obtuvo 131 sufragios, un 19,26 %). A la hora de elegir al regidor municipal, resultó elegido el candidato del PP, Luis Enrique Periáñez Fernández, iniciando su mandato al frente del ayuntamiento talavaniego.
| Periodo   | Nombre                                                         | Partido    |
| --------- | -------------------------------------------------------------- | ---------- |
| 1979-1983 | José Periáñez Zarza                                            | UCD        |
| 1983-1987 | -                                                              | AP/PDP/UL  |
| 1987-1991 | Félix Martillanes Sales                                        | PSOE       |
| 1991-1995 | José Luis Vecino Llave                                         | PP         |
| 1995-1999 | José Luis Vecino Llave                                         | PP         |
| 1999-2003 | María Isabel Costumero Rodríguez                               | PSOE       |
| 2003-2007 | María Isabel Costumero Rodríguez                               | PSOE       |
| 2007-2011 | José Luis Ortiz Moreno (hasta 2008) / Víctor Manuel Arias Soto | PP         |
| 2011-2015 | Juan Periáñez Zarza                                            | PP         |
| 2015-2019 | Francisco Miguel del Barco Collazos                            | Extremeños |
| 2019-2023 | Francisco Miguel del Barco Collazos                            | Extremeños |
| 2023-act. | Luis Enrique Periáñez Fernández                                | PP         |

Aunque formalmente no existe estructura por departamentos o áreas, desde un punto de vista funcional podría considerarse que se divide en las áreas de Alcaldía, Servicios administrativos encuadrados en la Secretaría-Intervención, Obras y Servicios, Agricultura y Fincas Municipales, y un último bloque en el que se alojarían las competencias que se ejercen o reciben de la propia Mancomunidad Tajo-Salor, como son las de Servicios Sociales, Cultura, Deportes, Desarrollo Rural, Urbanismo y otros servicios que se prestan de modo itinerante.
El municipio, junto a las vecinas localidades de Hinojal y Santiago del Campo, creó en 1979 la Mancomunidad de Aguas de Talaván, Hinojal y Santiago del Campo, con sede en el consitorio talavaniego y cuyo fin era gestionar el abastecimiento del embalse de Talaván. En 2005, la modificación de los estatutos y la incorporación de Monroy dio lugar a la actual Mancomunidad Intermunicipal de Servicios de los Cuatro Lugares. La sede se encuentra en el Ayuntamiento de Talaván y su presidente desde el año 2011 es don Teófilo Durán Breña, alcalde de Hinojal.
Sin embargo, el municipio de Monroy permanecería pocos meses formando parte de esta Mancomunidad de los Cuatro Lugares, optando por su integración en la de Tajo-Salor y su salida de aquella.
Talaván forma también parte, desde 2005, de la Mancomunidad Tajo-Salor, junto a otros 14 municipios de la provincia de Cáceres, incluidos los que con Talaván conforman los Cuatro Lugares.
La localidad se incluye en el partido judicial de Cáceres, el número 1 de la provincia de Cáceres. En el siglo XIX formó parte del tradicional partido judicial de Garrovillas.
La casa consistorial se encuentra en la plaza de los Herradores. El edificio ha sufrido varias reformas a lo largo de los años, la última en 2007. En 1886 se realizó un proyecto de casa consistorial para la localidad, que incluía dependencias para escuela y cárcel, pero no se llevó a cabo. Según los documentos, el concejo de la villa se reunía en la antigua ermita del Cristo del Egido.

## Economía

### Sector primario
Aunque la actividad agraria ha sido el principal sector económico de la localidad, el paso del tiempo ha provocado que sean otros sectores los que acojan a la población activa, que en muchos casos practica los trabajos agrarios complementados con otras labores incluidas en el resto de sectores productivos. En 2006 el porcentaje de empleados en el sector primario era de 35,59 % de la población, lo que representa alrededor de un tercio de la población activa.
En 2004 las explotaciones agrarias dedicadas a la agricultura suponían el 76,5 % del total. La mayor parte de las mismas eran de secano (74,9 %), mientras que los cultivos de regadío suponían una mínima proporción (0,8 %), al igual que los mixtos (0,8 %). Los principales cultivos son los del olivo (44,8 %), dedicado a la producción de aceituna para su transformación en aceite. El resto de cultivos mayoritarios son los de cereales, especialmente avena (25,8 %), los dedicados para forraje (20 %) y el trigo (9,4 %). Existen otros cultivos en menor proporción. En su mayor parte se trata de una agricultura extensiva.

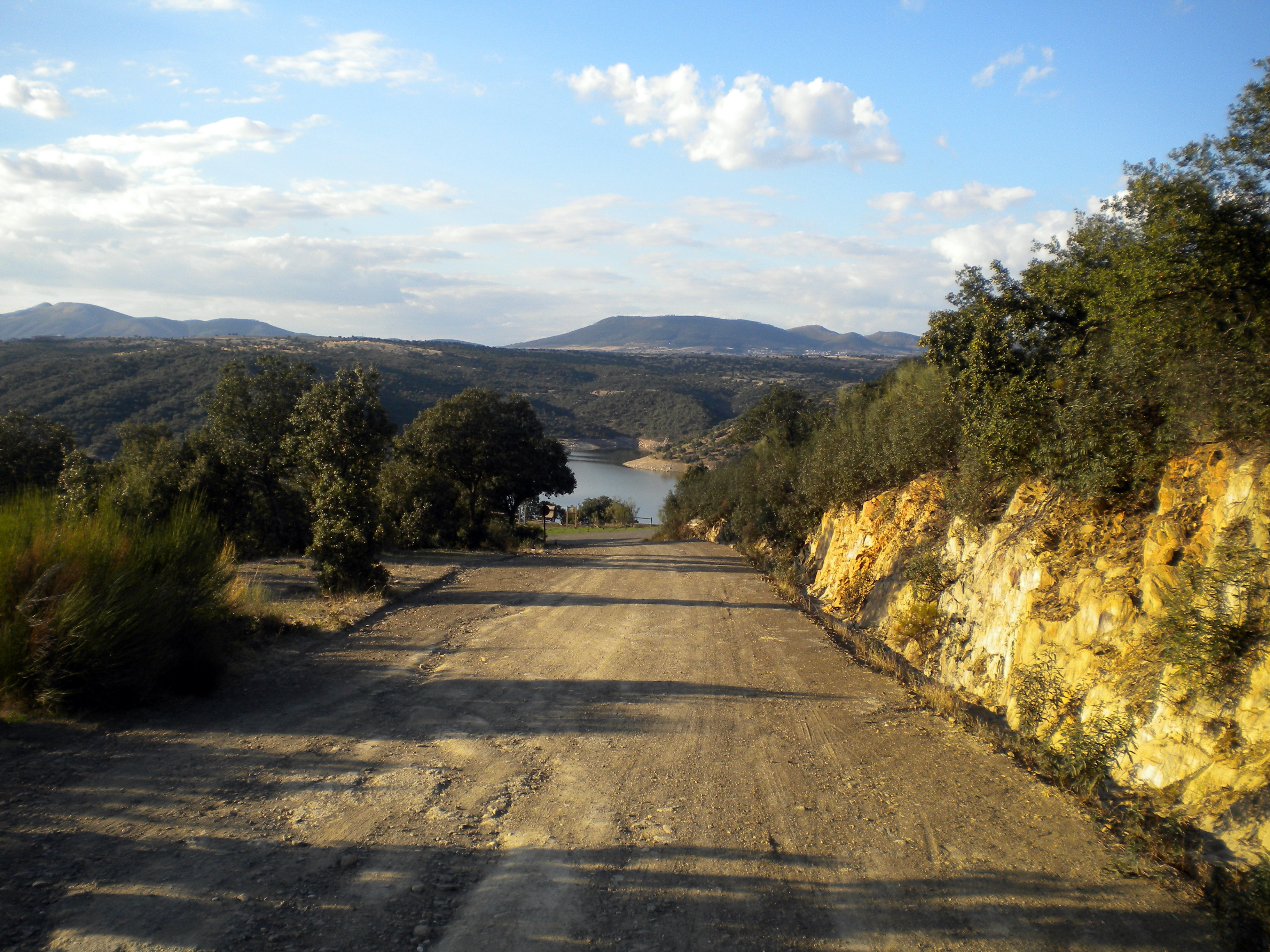
Camino de la Barca, perteneciente a la Vereda Real de Castilla

Por su parte, la ganadería suponía el 23,5 % de las explotaciones agrarias del municipio. Especialmente se dedica al ganado vacuno y lanar, tanto de ovejas como de cabras, orientada a la venta de carne y la producción de leche. En este último caso, en el que la leche se destina a la fabricación de quesos, cabe destacar que el término municipal de Talaván se encuentra dentro de la Demarcación Geográfica de la Denominación de Origen Torta del Casar.
En cuanto a la recuperación de razas autóctonas, destaca la labor de la Fundación Global Nature en la finca El Baldío de Talaván, actuando en especies como la vaca blanca cacereña, la oveja merina negra o la gallina negra castellana o azul extremeña.
Cabe resaltar la importancia que han tenido las vías pecuarias que cruzan el término, en especial El Camino de Talaván o Vereda Real de Castilla, que constituía una alternativa o atajo al paso por el puente de Alconétar, uniendo las poblaciones de Cáceres y Plasencia. A tal efecto, se crearon en 1530 los puentes de Don Francisco sobre el Almonte y el del arroyo Talaván y se potenció el puerto fluvial en el río Tajo (1180), dejando en la herencia cultural dichos populares como Las verdades del Barquero o Los arrieros de Talaván, hoy aparejan y mañana se van.

### Sector secundario
La población activa dedicada a este sector se repartía en 2006 entre una pequeña parte dedicada a la industria (5,76 %) y otra mayor empleada en la construcción (22,37 %)
. Para el primer caso, existen un pequeño número de establecimientos en la zona industrial que existe en el acceso al núcleo urbano, lindante a la carretera EX-373. En el sector energético, en 2019 se comenzó la construcción de Talasol, una gran central fotovoltaica. La idea fue presentada en 2012, cuando la empresa alemana Gehrlicher firmó un protocolo con la Junta de Extremadura, en virtud del cual se esperaba construir una central que produciría 250 MW ubicada en 750 Ha del término municipal. Sin embargo, el proyecto pasó finalmente a manos de la empresa israelí Ellomay, recibiendo aportación del Estado español a través del ICO y siendo la encargada de la construcción de la planta el grupo griego Metka. El proyecto final se valora en 240 millones de euros y una potencia de 300 megavatios en 615 hectáreas de la finca municipal Camacho. Las obras dieron comienzo en 2019. Durante su construcción, surgieron problemas con una de las empresas subcontratadas por la constructora.
Para el caso del sector de la construcción, las labores se centran sobre todo en la rehabilitación o construcción de nuevas viviendas, destinadas tanto a residencia habitual como ocasional. En este campo estaba ocupada un 22,37 % de la población. En el siglo XX existían molinos y almazaras, que con el tiempo fueron abandonadas. Se mantienen tradiciones artesanales como la alfarería.

### Sector terciario

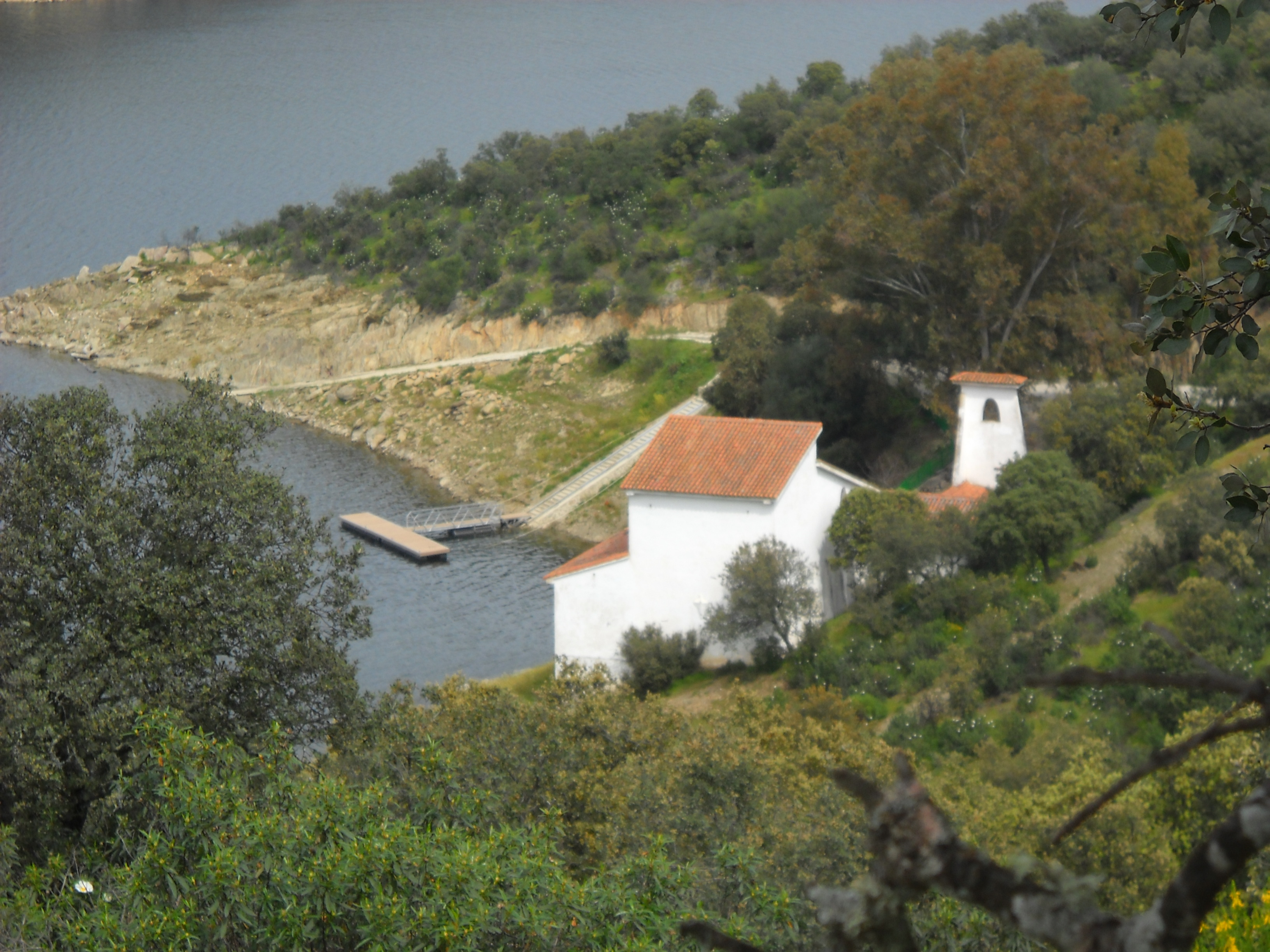
La ermita de la Virgen del Río y del embarcadero deportivo sobre el río Tajo

En los últimos años ha aumentado el número de personas dedicadas al sector servicios. En Talaván se encuentran servicios tales como un centro de salud, un colegio público o una residencia de ancianos. Esto hace que el empleo en este sector encuentre acomodo a una parte de la población. Pero la cercanía a la capital, Cáceres, provoca desplazamientos laborales internos y externos. En todo caso, la población que en 2006 se dedicaba al sector terciario era un 35,93 % del total
. Ese año se indicaba la existencia de 14 establecimientos de hostelería en la localidad. También consta la existencia de una entidad bancaria, una farmacia, una panadería, así como media docena de comercios de alimentación y bazar, con poca especialización. Aparte de los citados centros de asistencia y enseñanza, en la localidad existen servicios como un hogar del pensionista, una casa de cultura, que cuenta con biblioteca municipal, así como una piscina de verano.
En el sector turístico, la cercanía al parque nacional de Monfragüe y las mejoras ambientales llevadas a cabo en el embalse de Talaván y en la finca El Baldío, han potenciado el desarrollo del turismo natural, especialmente el ornitológico, de fuerte presencia en la región extremeña. En 2015 se construyó un embarcadero deportivo en el río Tajo, junto a la ermita de la Virgen del Río. En 2017 se presentó el proyecto de utilización de este puerto fluvial como punto de partida de un barco turístico que navegará por la reserva del parque de Monfragüe. La cercanía a puntos de interés turístico como Cáceres o Trujillo son argumentos a tener en cuenta. Existe una casa rural de alojamiento no compartido, calificada con 2 estrellas por la Junta de Extremadura (el máximo son tres).

## Comunicaciones
Carreteras

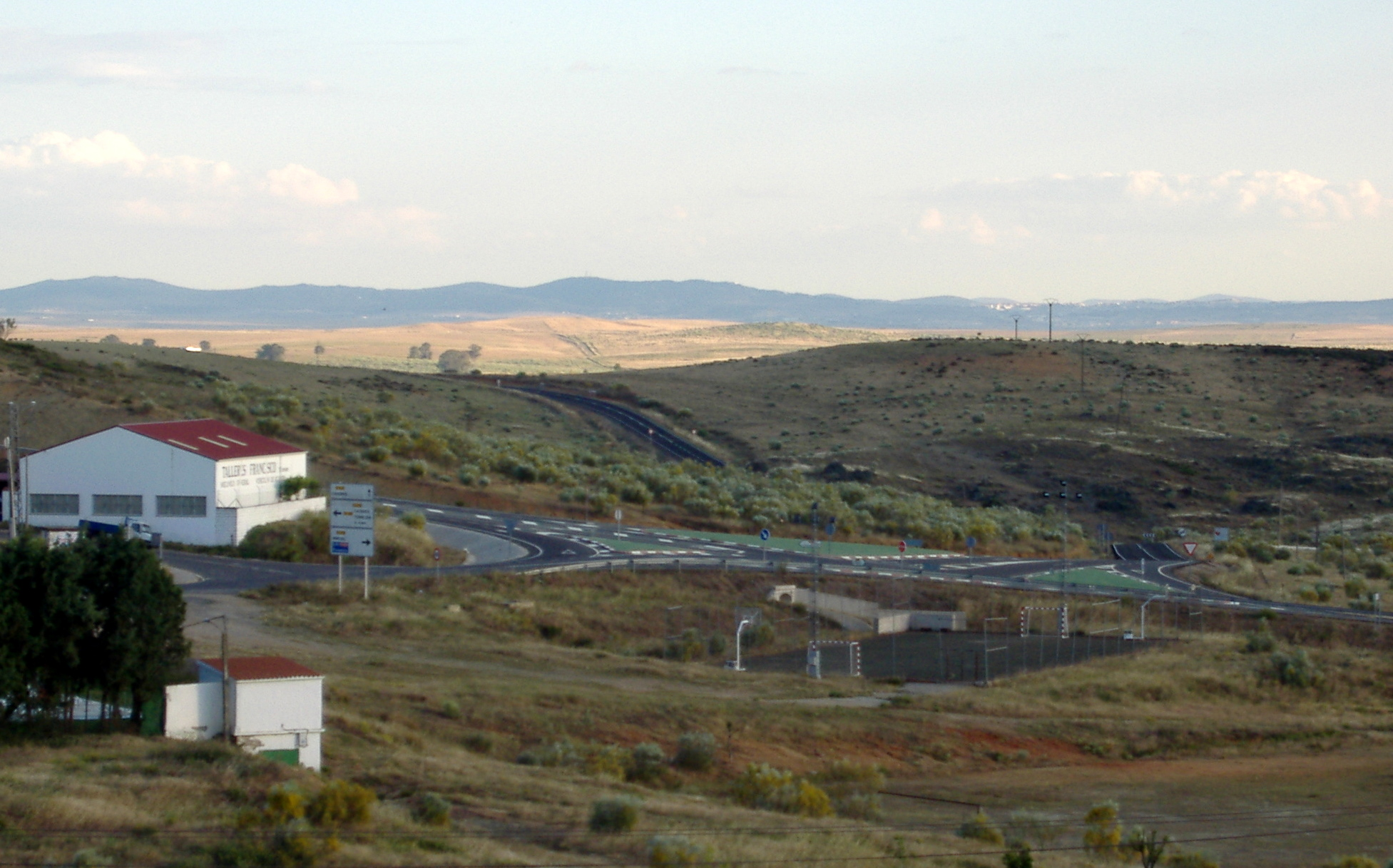
Cruce de las carreteras EX-373 y CC-41 a la entrada de Talaván.

Por el sur del término municipal de Talaván discurre la carretera autonómica EX-390 (Cáceres-Torrejón el Rubio). El núcleo urbano se conecta a dicha vía mediante la carretera comarcal CC-41, cuya reforma concluyó en 2009. Siguiendo éstas vías, la distancia a la capital provincial, Cáceres, es de unos 33 km.
Otra carretera autonómica que cruza el término de Talaván es la EX-373. Es una de las vías que forman parte de la Transversal III de carreteras regionales de Extremadura. En este caso, la calzada conecta directamente con el casco urbano mediante una travesía. Por medio de esta carretera, desde la localidad se accede a la N-630 (a 16 km) y a la Autovía Ruta de la Plata A-66 (Gijón-Sevilla) (a 10 km) La salida de la autovía más próxima a Talaván es la 523 (Hinojal)
Por la A-66 la distancia a Cáceres desde Talaván es de 40 km. A través de la autovía, la localidad se encuentra a 63 km de la ciudad de Plasencia y a 110 km de Mérida, capital de la comunidad autónoma de Extremadura.
La unión de la EX-373 y la EX-390 permite la conexión de Talaván con el parque nacional de Monfragüe, que dista 38 km.
| Numeración | Nombre                      | Itinerario                                   |
| ---------- | --------------------------- | -------------------------------------------- |
| EX-390     | Carretera autonómica EX-390 | Cáceres - Torrejón el Rubio                  |
| EX-373     | Carretera autonómica EX-373 | N-630 - Enlace A-66 -Hinojal-Talaván- EX-390 |
| CC-41      | Carretera comarcal CC-41    | EX-390 - Talaván                             |

Ferrocarril
En lo referente a servicios ferroviarios, las estaciones de trenes más cercanas son la estación de Cáceres, a 34 km, y la de estación de Cañaveral, a 25 km. Sin embargo, la más próxima es la estación Río Tajo a 16 km, si bien no presta servicio en la actualidad.
Autobús

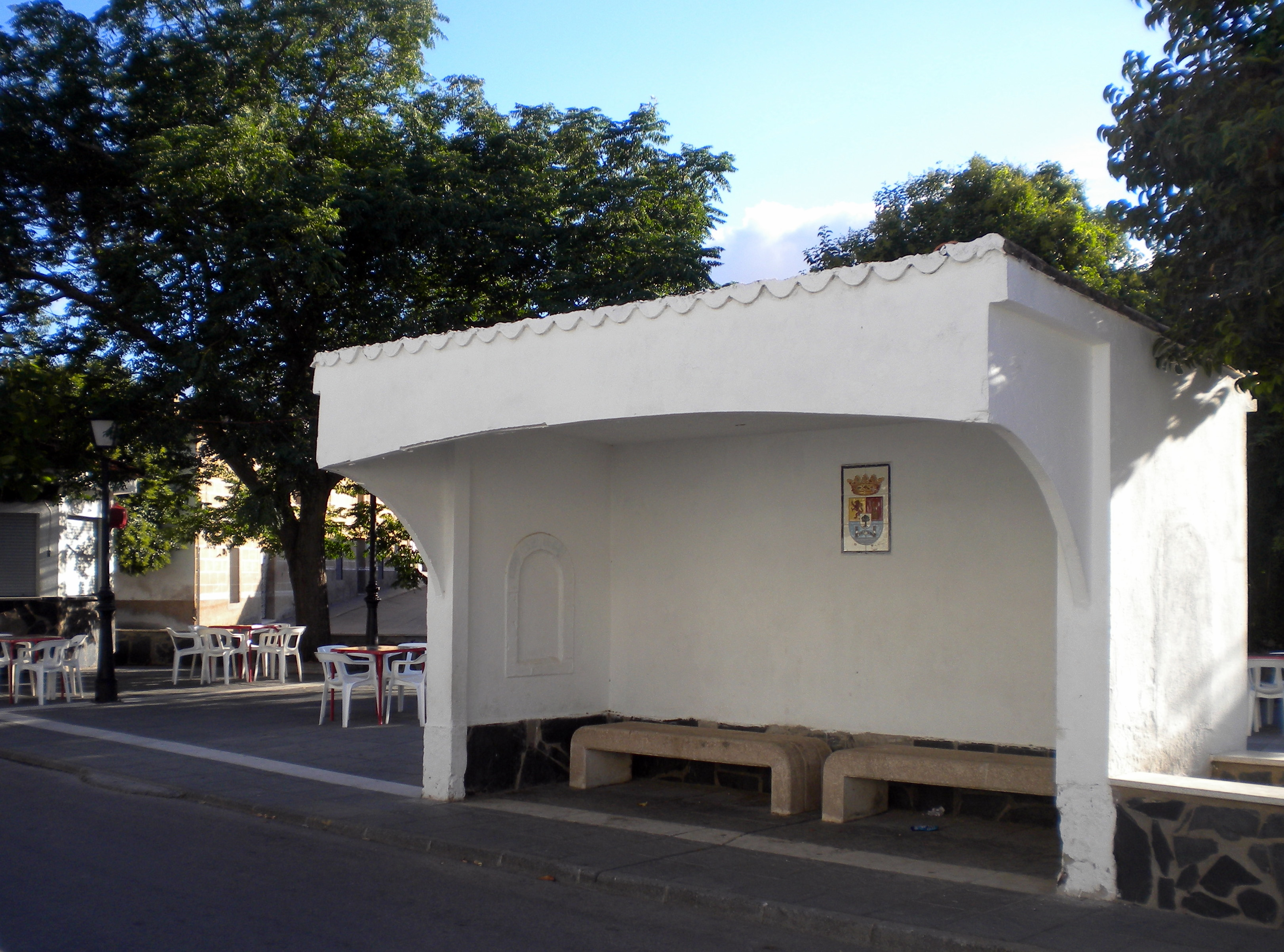
Parada de autobuses en la plaza del Árbol

Talaván cuenta con la línea regular de autobús JEV-016-2 (Torrejón el Rubio-Cáceres), ofertada por la empresa EMIZ S. L. Mediante este servicio, la localidad está conectada con la capital provincial, con Torrejón el Rubio y con los restantes municipios de los Cuatro Lugares. La ruta se realiza los días laborables en sentido ida y vuelta, doblando el servicio en días alternos (lunes, miércoles y viernes) La parada de autobuses se halla ubicada en la plaza del Árbol.

## Servicios públicos

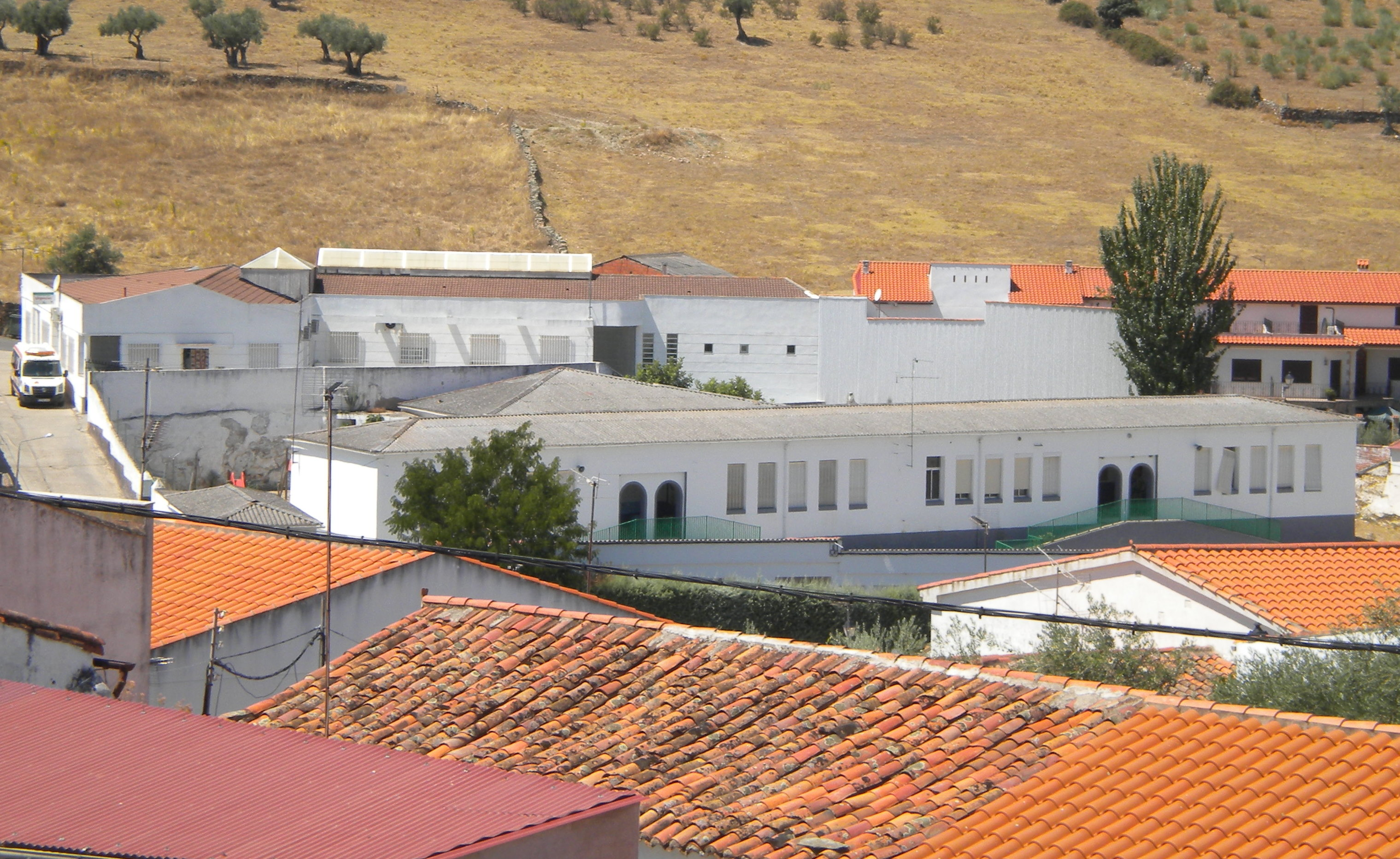
Vista parcial del colegio Cuatro Lugares (abajo) y traseras del centro de salud (arriba)

### Educación
En Talaván existe un colegio donde se imparte educación infantil y primaria. Se trata de la cabecera del centro rural agrupado Los Cuatro Lugares, que incluye a los colegios de Hinojal, Monroy y Santiago del Campo. Para la continuación de la enseñanza obligatoria, el centro se encuentra adscrito al instituto de educación secundaria Universidad Laboral de Cáceres.
También se ofrecen acciones formativas para personas adultas a través de programas organizados por las mancomunidades Cuatro Lugares y Tajo-Salor, a las que pertenece el municipio.

### Sanidad
La localidad cuenta con el centro de salud de Zona Talaván, que acoge con un punto de atención continuada. Es el centro de atención primaria de referencia de la zona de los Cuatro Lugares, perteneciente al Área de Salud de Cáceres, ciudad donde se encuentran los hospitales más cercanos (33  km)
En la villa existen también una farmacia y una residencia de Mayores municipal.

### Seguridad
En Talaván se encuentra un Puesto de la Guardia Civil. Se esperan las obras de construcción de una nueva casa-cuartel.

## Patrimonio

### Patrimonio arqueológico
Los hallazgos más significativos en la zona han sido la piedra de afilar del Neolítico y la estela de Talaván perteneciente al siglo II d. C. Esta última ha sido objeto de numerosos trabajos, debido a la importancia para el estudio del lenguaje lusitano y proporciona los primeros nombres de persona (Ammaia) y de una población (Eberóbriga) de la zona. En su término municipal existen numerosos castros y poblamientos de la Edad del Hierro, tales como Eberóbriga, Quiebracántaros, La Torrecilla, Mailla...

### Arquitectura religiosa

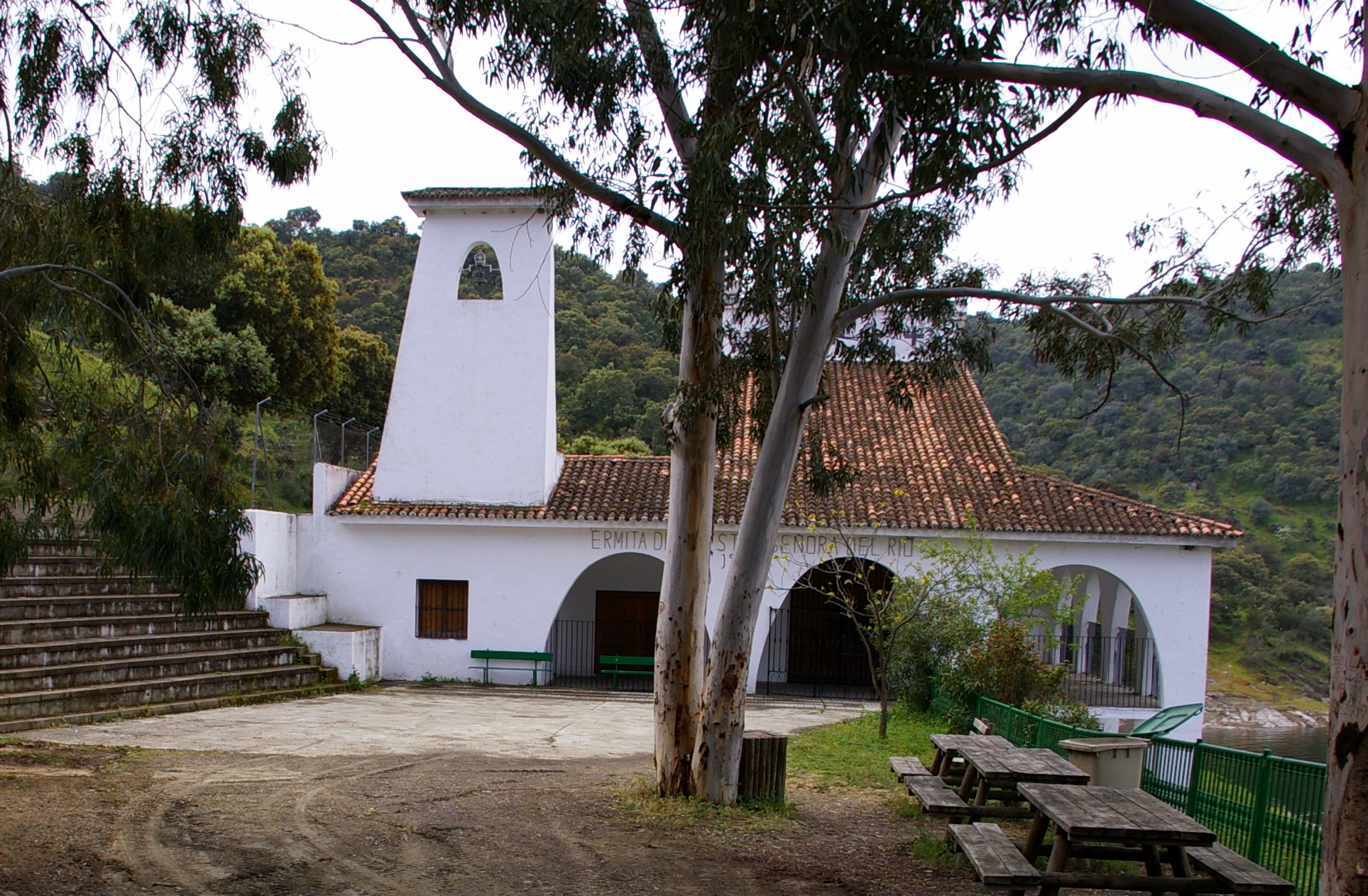
Ermita de Nuestra Señora del Río

- Iglesia parroquial de Nuestra Señora de la Asunción: Perteneciente a la archidiócesis de Mérida-Badajoz, diócesis de Plasencia y arciprestazgo de Mirabel.[45] Es una construcción realizada en sillarejo que se transforma en sillería en las zonas de mayor importancia estructural. Consta de una nave organizada en cuatro tramos divididos por arcos de medio punto que sustentan la techumbre de madera a dos aguas. Presenta capillas laterales instaladas entre contrafuertes que se manifiestan al exterior. La cabecera, por su parte, se cubre con bóveda de crucería que se ha fechado en el siglo XV, en tanto la nave debió ser añadida a lo largo del XVI. Merece destacarse el coro alto a los pies, de buena fábrica, fechado por inscripción en 1588. En su interior guardaba un impresionante retablo, obra de finales del siglo XVI que fue vendido en 1928, constituyendo una de las mayores agresiones al patrimonio cultural de esta villa.
- Ermita de Nuestra Señora del Río: La actual ermita de La Virgen del Río fue construida en 1971, sustituyendo a la antigua, de finales del siglo XV, ubicada en la orilla derecha del río Tajo, que hoy en día permanece bajo las aguas del embalse de Alcántara. En su interior guarda la imagen de la Virgen del Río, que es una rica talla de madera policromada del siglo XVI, erguida y que porta el Niño en el brazo izquierdo, mientras con la mano derecha sujeta una manzana.

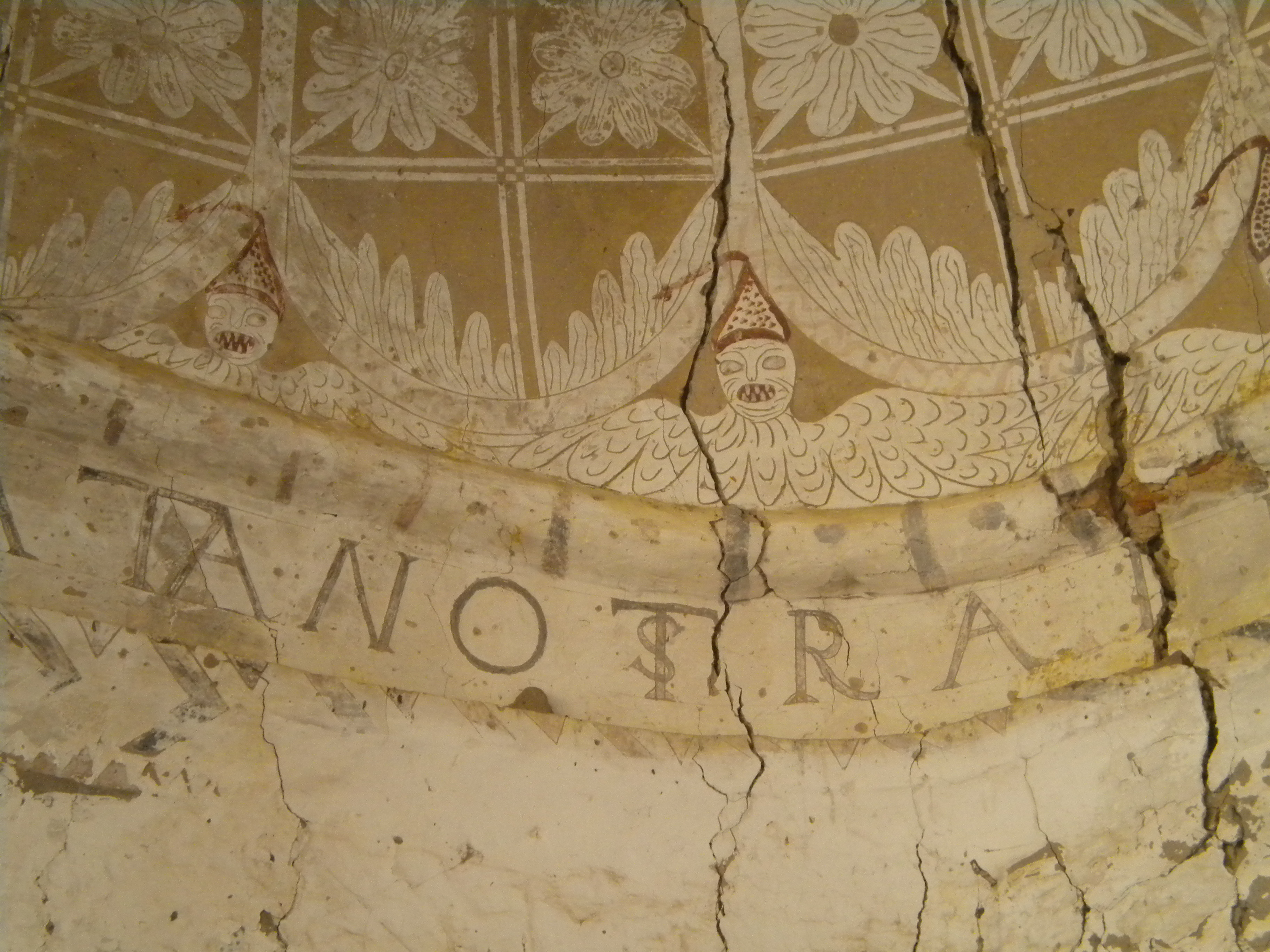
Representaciones en esgrafiado en la bóveda de la ermita del Santo Cristo o cementerio antiguo

- Ermita de La Soledad: Situada en lo alto del cerro del Calvario, antiguo lugar del Vía Crucis público. El antiguo edificio fue ampliado en el siglo XX y en torno a 2010 ha sufrido algunas reformas. En su interior alberga la imagen de la Virgen de la Soledad, del siglo XVIII. Desde el cerro se puede observar el municipio, además de una vista impresionante del Valle del Tajo, la penillanura Trujillano-Cacereña, el Puerto de los Castaños, La Silleta o Monfragüe.
- Capilla del cementerio antiguo o antigua ermita del Santo Cristo: El viejo camposanto, clausurado en los años 20 del siglo XX, se instaló en lo que era la vetusta ermita del Santo Cristo. Aunque en alarmante ruina y abandono, se mantiene en pie parte de la misma, destacando la capilla mayor cubierta con bóveda, donde se conserva una interesante decoración en esgrafiado del siglo XVII, que representa un caso muy destacado en su género. Según algunos documentos, en la ermita del Cristo del Egido era donde se reunía el concejo municipal.
- Otras ermitas que desaparecieron fueron las de San Gregorio (quedan algunos restos), a las afueras de la villa, y las de Los Mártires.

### Arquitectura civil

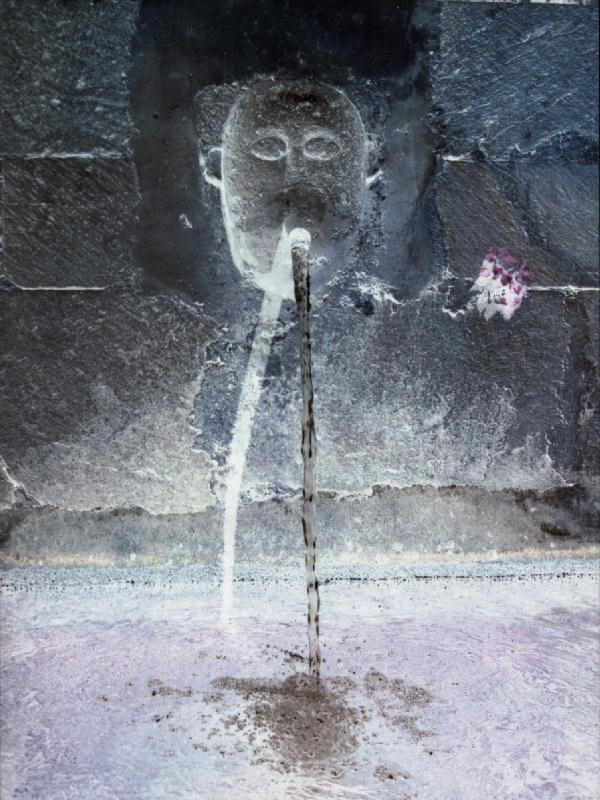
Fuente de la Breña.

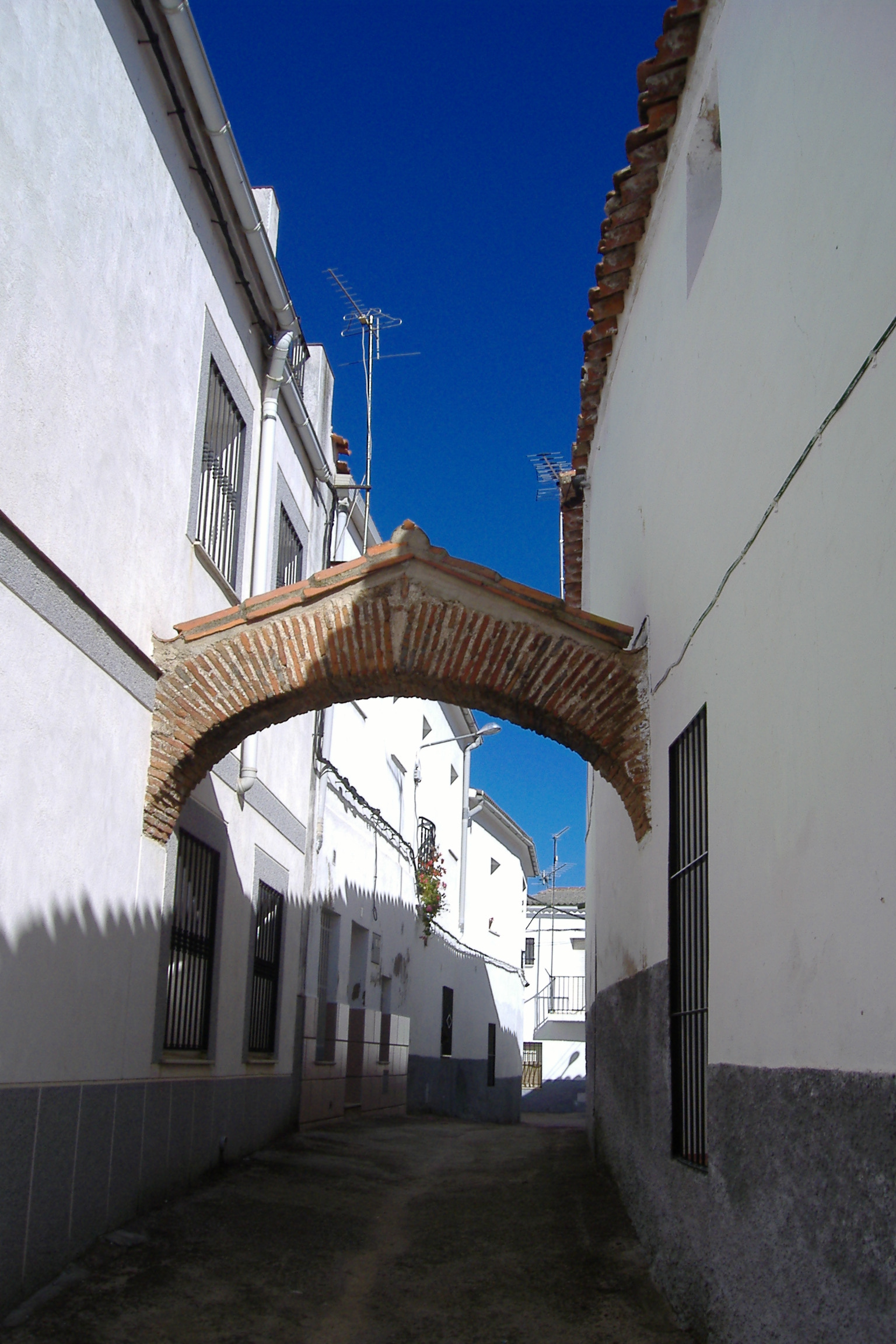
Arco de ladrillo típico en una de las calles de Talaván.

- La Fuente de La Breña situada en el núcleo urbano y fechada su construcción en 1612, contemporánea de las cercanas fuentes de Los Arcos (actualmente tapiadas).
- Otras fuentes existentes son El Caño de la Gota o El Cañino, con un frente con revoco a modo de sillería, y el Pilón del Pilar, un abrevadero de carácter popular. Fuera del casco urbano existen otras fuentes, empleándose en algunos casos el ladrillo en su ejecución.
- En la zona norte del casco urbano, en el conocido como barrio de San Antón, se pueden encontrar elementos típicos de la arquitectura regional, como son las chimeneas o los arcos de ladrillo en las calles.
- En los principales cursos fluviales se emplazaron diversos molinos que se encuentran en ruinas o bajo las aguas del pantano de Alcántara (cuatro en el río Almonte, tres en el arroyo Talaván y un batán, un molino y canal de pesca en el río Tajo). Estos últimos fueron erigidos por el mariscal de Castilla González de Herrera en 1390; el cual poseía una Casa-Palacio en la villa.
- Los puentes en el Camino de Talaván:

Los de Don Francisco sobre el río Almonte y Tamuja, construidos en 1554 y financiados por D. Francisco de Carvajal y Sande (actualmente bajo las aguas del pantano de Alcántara). Las descripciones más antiguas de dichos puentes son las siguientes:

Igualmente conviene hacer mención de los puentes de Don Francisco […] Se hicieron dichos puentes sobre los ríos Almonte y Tamuja antes de juntarse, donde la tierra forma una punta. En aquella legua que es corta, se halla una calzada tan buena como la que hay desde Madrid a Aranjuez, que une los dos puentes

se encuentra en el camino de Talaván a Cáceres, […] la confluencia del río Almonte con el Tamuja, abrazando ambas corrientes de modo que són más propiamente dos puentes, y consta cada uno de un arco y dos ventanas a los costados; se halla sin pretiles y a pesar de su regular elevación se ve cubierto de agua en las grandes crecidas de los dos ríos. Se les llama los puentes de don francisco, pues fueron construidos en tiempos de Carlos I de España a espensas de don francisco de Carvajal y Sande, natural de la villa de Cáceres

El puente sobre el arroyo Talaván contemporáneo de los anteriores.

### Patrimonio natural

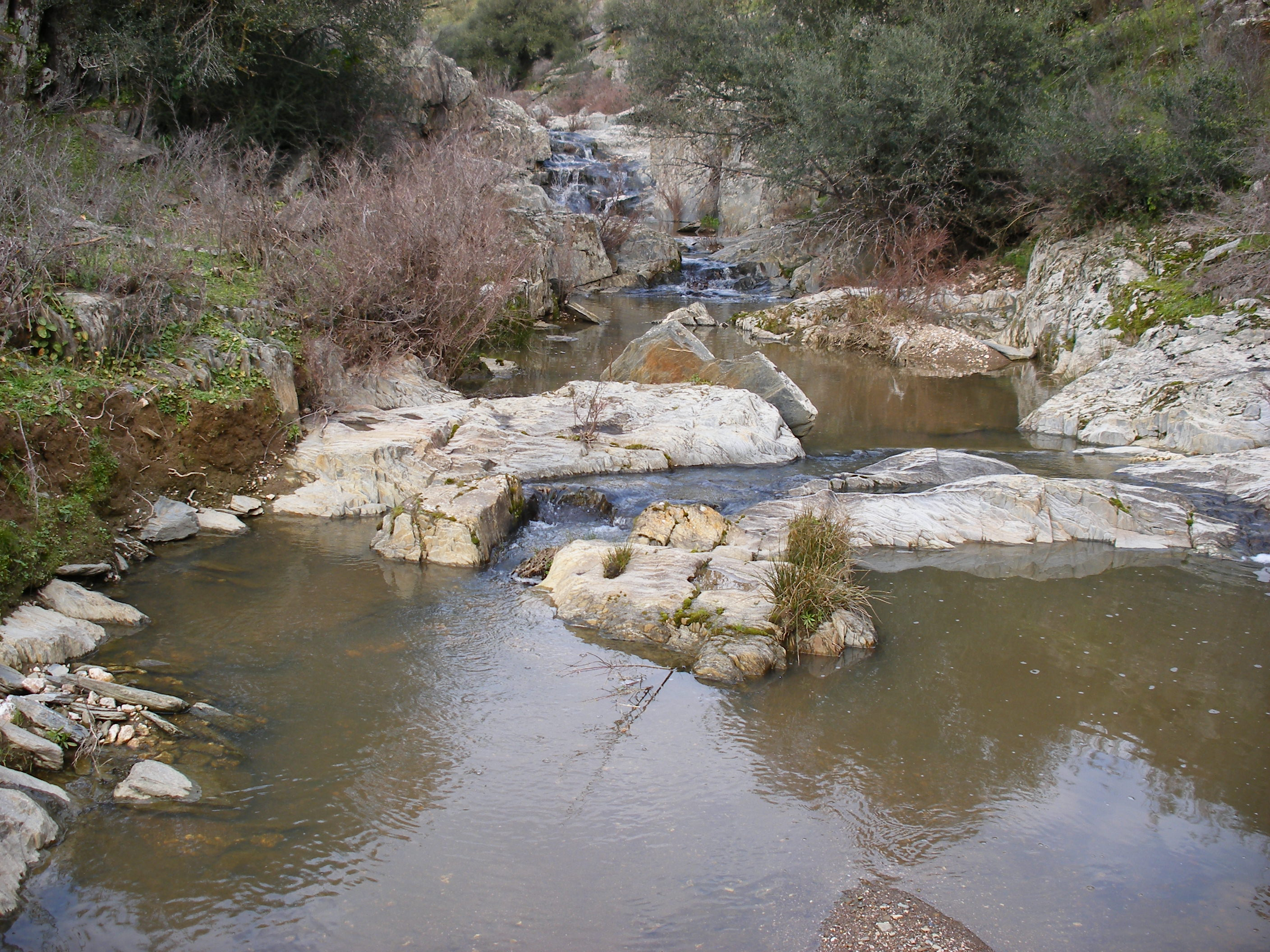
Paraje de la Breña de Aguado, en los riberos del río Almonte.

La cercanía del municipio al parque nacional de Monfragüe le confiere unos espacios naturales envidiables.
- Embalse de Talaván: En el entorno del humedal producido por la presa sobre el arroyo Talaván, se ha establecido una ZEPA por el gran número de avifauna que se concentra. Cabe destacar la llegada por el mes de noviembre de un gran número de grullas, que utilizan la zona para el descanso invernal.[48] Además de un mirador y adaptaciones al visitante, en 2009 se llevó a cabo un programa de mejora ambiental del embalse para preservar la fauna existente.
- Riberos del Tajo: El encajonamiento del río Tajo al norte del municipio produce un precioso paisaje de flora mediterránea, que se puede disfrutar en las inmediaciones de la ermita de la Virgen del Río.
- Riberos del Almonte: El río Almonte, afluente del anterior, produce los mismos parajes al sur del término municipal. Destaca entre ellos el denominado como La Breña de Aguado.
- Finca el Baldío: Desde 1993, la Fundación Global Nature está realizando un ambicioso proyecto de gestión agroambiental en la finca talavaniega. Entre sus actividades destacan el programa de conservación de razas de ganado autóctonas[49] (vaca blanca cacereña, oveja merina negra o gallinas castellana negra y azul extremeña), el de reforestación de tierras agrarias de la dehesa, gestión de pequeños humedales en fincas privadas[50] o de conservación del hábitat de las cigüeñas.

## Cultura
- Casa de Cultura: cuenta con salón de actos polivalente, espacios para exposiciones y talleres y desde 2017 cuenta con un gimnasio con todo tipo de máquinas y pesas.
- Biblioteca municipal Gabriel y Galán: ubicada en la Casa de Cultura, se encuentra asociado el telecentro de la localidad.
- Nave multiusos: equipamiento cubierto dedicado a diversas actividades.
- Hogar del pensionista

## Patrimonio cultural inmaterial

### Festividades
- Las Candelas, 2 de febrero.
- Carnavales.
- Semana Santa.
- Romería a la Virgen del Río:

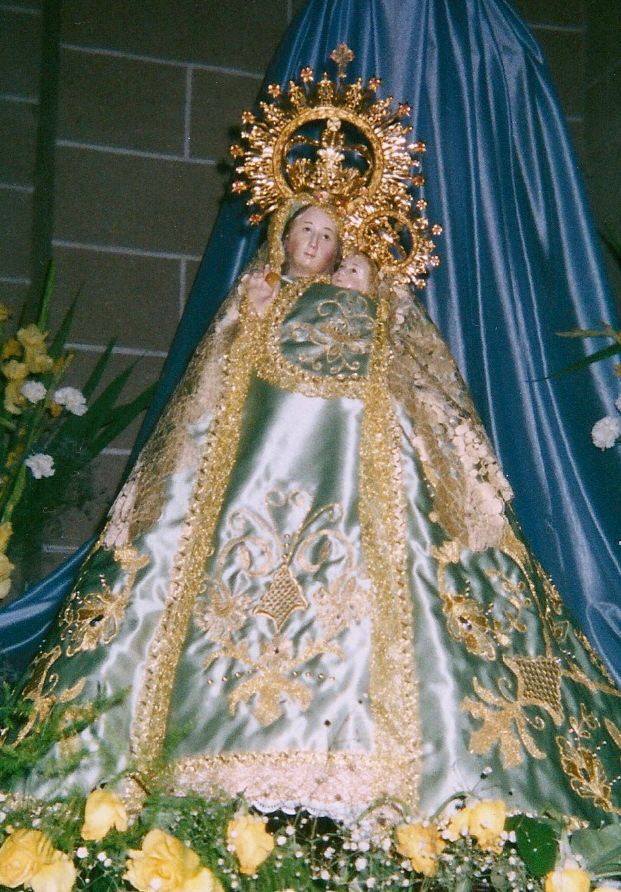
Virgen del Río, patrona de Taláván.

Celebrada tradicionalmente el 26 de abril, se ha fijado su celebración en el fin de semana más cercano al puente del 1 de mayo. Con actos como la lidia de vaquillas al estilo tradicional en el paraje de "Los Valles", la celebración más destacada tienen lugar en las inmediaciones de la ermita de la patrona de Talaván, a las orillas del río Tajo. Junto con la misa y procesión, los romeros disfrutan de una subasta de ofrendas y banzos, una comida campestre y música durante la jornada. El día termina con una verbena, ya en el casco urbano.
- Fiestas patronales:

Estas jornadas festivas, conocidas popularmente en la localidad como Los Toros, son celebradas en honor a la Virgen del Río, patrona de Talaván. Se celebran durante el fin de semana más cercano al 8 de septiembre. La localidad aumenta considerablemente su población en éstos días, al recibir a aquellos que emigraron y a sus descendientes. Muchas personas se congregan en diferentes peñas, algunas de ellas existentes desde hace décadas.
En los días previos a las fiestas, la Cofradía lleva la imagen de la Virgen desde su ermita, a las orillas del río Tajo, hasta la localidad. Antes de las fiestas, se celebra un novenario y un besamanto en la iglesia parroquial.
Con actuaciones previas, las fiestas dan inicio con el pregón, al que le sigue una sesión de fuegos artificiales. A lo largo de los días se puede disfrutar de atracciones instaladas al efecto y de las tradicionales verbenas nocturnas, que cada noche congregan a toda clase de público en la plaza de los Herradores. También se celebran espectáculos taurinos, con lidia al estilo tradicional, que se dan cita en una plaza de toros portátil, que sustituyó a los festejos que antaño tenían lugar en la plaza de toros, dotada entonces de tribunas en los edificios de la plaza y preparada con empalizadas con motivo de las fiestas.
Las reses que se lidian en los festejos posteriormente se utilizan para realizar uno de los actos de especial relieve en las fiestas: La Cena del Toro, que se viene llevando a cabo desde 1992. Se guisa la carne de los bóvidos y se sirve en mesas habilitadas en la citada antigua plaza de toros, acompañadas también de bebida y postre. Sobresale el gran ambiente de convivencia que se genera.
El día de la Virgen del Río, conocido en la localidad como Día del Medio, es el 8 de septiembre (festividad de la Natividad de la Virgen), coincidente con la celebración del Día de Extremadura, instaurado desde 1985 como jornada festiva en la comunidad autónoma de Extremadura
Los actos de este día se inician con un pasacalles con charanga y posteriormente tenían lugar las vaquillas del aguardiente. En 2009 se sustituyó por una suelta de vaquillas por las calles del centro de la villa. Hacia el mediodía se celebra la procesión de la imagen de la Virgen del Río por la localidad, en la que algunas mujeres visten trajes típicos, y a continuación tiene lugar la celebración de una misa cantada en la iglesia parroquial. A la entrada de la Patrona en el templo la Mayordoma procede a la subasta de las cuatro andas de la Virgen, que accede al interior portada por aquellas personas que más han pujado. En 2008, con motivo del 50 aniversario de la Coronación de la Virgen del Río, la misa se celebró en la plaza de los Herradores, lugar donde en 1958 tuvo lugar este hecho.
- Romería a la Virgen de la Soledad:

Festividad que ha surgido en los últimos años gracias a la iniciativa de la respectiva mayordomía. Se celebra en torno al 12 de octubre. Los actos tienen lugar tanto en el pueblo, con luminarias, chocolatada o fuegos artificiales, así como en el cerro donde se asienta la ermita de la Virgen de la Soledad, lugar donde se celebra la propia romería.
- Carboteo, 1 de noviembre.

### Talaván enLa forja de un rebelde
Algunos espacios del casco urbano de Talaván sirvieron en 1990 de escenario para la serie La forja de un rebelde, de Televisión Española, basada en la novela homónima de Arturo Barea y bajo la dirección de Mario Camus.
En concreto, en la fachada oeste de la iglesia parroquial se grabó la subasta de las andas de una imagen de la Virgen, hecho que también se realiza en las fiestas patronales de Talaván. El fragmento rodado en la localidad simula desarrollarse en la localidad toledana de Méntrida a principios del siglo XX. Otra de las tomas rodadas en Talaván tuvo como escenario la calle conocida como Camino de la Prensa.

## Deporte
- Piscina municipal: recinto de verano con un vaso para adultos y otro infantil.
- Pista polideportiva y campo de fútbol: situados en la Era del Pilar, junto a la piscina.